# Liste der Biografien/Ree
Liste der Biografien |
Portal Biografien |
Personensuche
# |
A |
B |
C |
D |
E |
F |
G |
H |
I |
J |
K |
L |
M |
N |
O |
P |
Q |
R |
S |
T |
U |
V |
W |
X |
Y |
Z |
?
 
Ra |
Rb |
Rd |
Re |
Rh |
Ri |
Rj |
Rk |
Rl |
Rm |
Rn |
Ro |
Rr |
Rs |
Rt |
Ru |
Rv |
Rw |
Rx |
Ry |
Rz
 
Rea |
Reb |
Rec |
Red |
Ree |
Ref |
Reg |
Reh |
Rei |
Rej |
Rek |
Rel |
Rem |
Ren |
Reo |
Rep |
Req |
Rer |
Res |
Ret |
Reu |
Rev |
Rew |
Rex |
Rey |
Rez
Die Liste der Biografien führt alle Personen auf, die in der deutschsprachigen Wikipedia einen Artikel haben. Dieses ist eine Teilliste mit 521 Einträgen von Personen, deren Namen mit den Buchstaben „Ree“ beginnt.

## Ree
- Ree Bernard, Nelly van (1923–2010), niederländische Künstlerin, Musikerin und Musikwissenschaftlerin
- Ree, Andreas Fjorden (* 2000), norwegischer Skilangläufer
- Rée, Anita (1885–1933), deutsche MalerinAnita Rée (1885–1933)

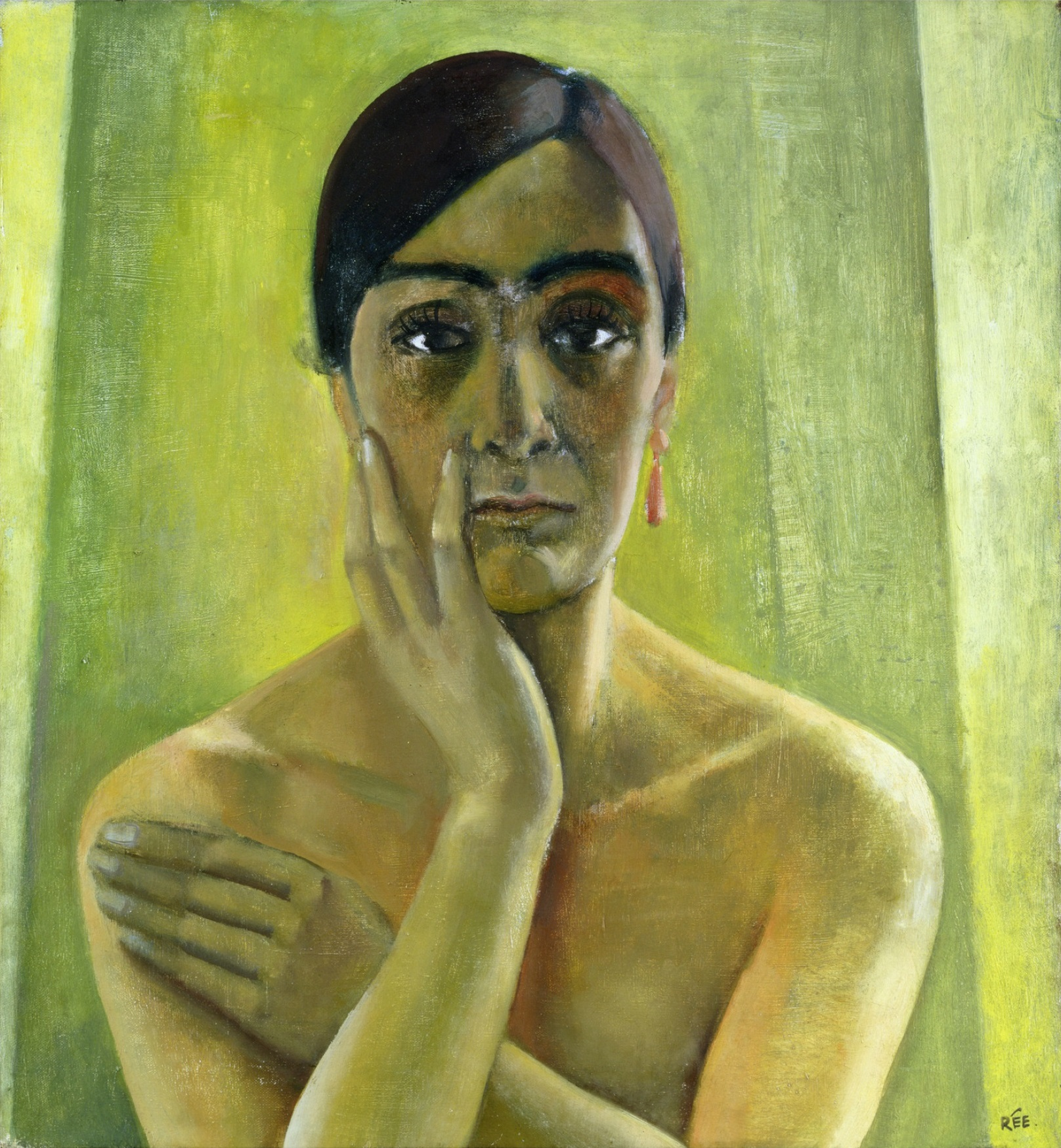
Anita Rée (1885–1933)

- Rée, Anton (1815–1891), deutscher Reformpädagoge und Politiker (DFP), MdR, MdHB
- Rée, Gustav (1810–1869), badischer Politiker
- Ree, Hans (* 1944), niederländischer Schachgroßmeister
- Rée, Jonathan (* 1948), britischer Historiker und Philosoph
- Ree, Karl (1881–1941), estnischer Fußballspieler
- Rée, Louis (1861–1939), Pianist und Komponist
- Rée, Max (1889–1953), US-amerikanischer Art Director, Kostüm- und Szenenbildner
- Rée, Paul (1849–1901), deutscher Philosoph, Empirist
- Rée, Paul Johannes (1858–1918), deutscher Kunsthistoriker
- Ree, Rimhak (1922–2005), kanadisch-koreanischer Mathematiker

### Reeb
- Reeb, David (* 1952), israelischer Maler
- Reeb, Georges (1920–1993), französischer Mathematiker
- Reeb, Hans-Joachim (* 1955), deutscher Offizier, Pädagoge und Publizist
- Reeb, Jakob (1842–1917), deutscher Priester und Politiker (Zentrumspartei), bayerischer Landtagsabgeordneter
- Reeb, James (1927–1965), US-amerikanischer unitarischer Theologe, Pfarrer und Bürgerrechtsaktivist
- Reeb, Jörg (* 1972), deutscher Fußballspieler
- Reeb, Max (1892–1940), deutscher Kunst- und Kirchenmaler, Restaurator, NS-Opfer
- Reeb, Stefanie (* 1977), deutsche Kochbuchautorin, Ernährungsberaterin und Bloggerin
- Reeb, Wilhelm (1866–1929), deutscher Gymnasiallehrer und Altphilologe
- Reeb, Wilhelm (1894–1965), deutscher Landrat
- Reeb, Wolfgang (* 1954), deutscher Autor, Filmproduzent und Schauspieler
- Reeber, Rudolf (1887–1962), deutscher Kommunalbeamter
- Reebstein, Alfred (1882–1974), deutscher Bauingenieur und Anthroposoph

### Reec
- Reece, deutscher Rapper
- Reece, Alex, britischer Drum-and-Bass-DJ und Produzent
- Reece, Brazilla Carroll (1889–1961), US-amerikanischer Politiker
- Reece, Camron (* 1999), US-amerikanischer Basketballspieler
- Reece, Chris (* 1979), Schweizer Komponist, Musikproduzent und Schriftsteller
- Reece, David, US-amerikanischer Heavy-Metal-SängerDavid Reece

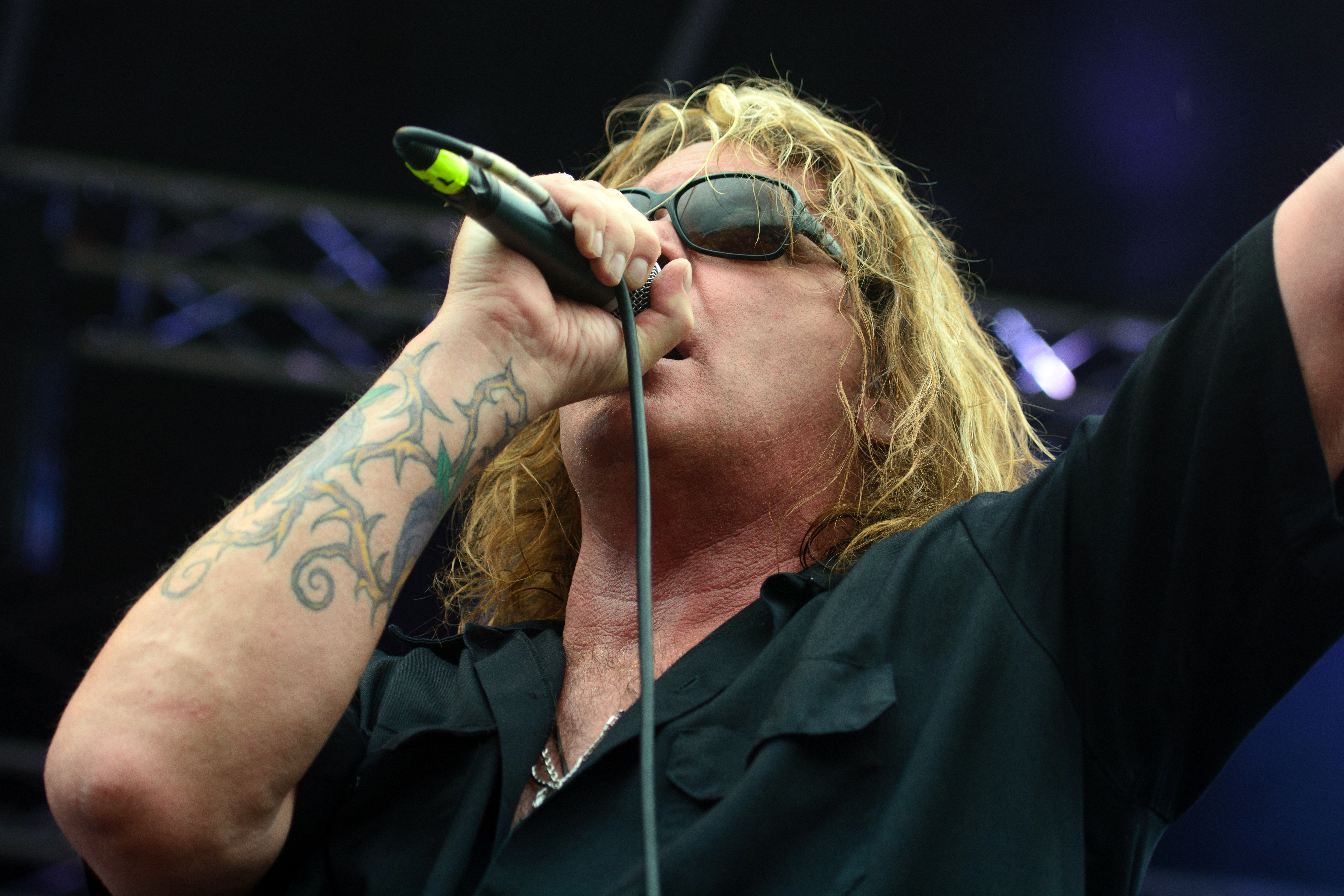
David Reece

- Reece, Dizzy (* 1931), jamaikanischer Jazz-Trompeter des Hardbop
- Reece, Donald James (* 1934), jamaikanischer Geistlicher, emeritierter römisch-katholischer Erzbischof von Kingston in Jamaika
- Reece, Eric (1909–1999), australischer Politiker
- Reece, Gabrielle (* 1970), US-amerikanisches Model, Beachvolleyballerin, Moderatorin und Schauspielerin
- Reece, Gil (1942–2003), walisischer Fußballspieler
- Reece, Jane B. (* 1944), US-amerikanische Biologin und Autorin
- Reece, Jimmy (1929–1958), US-amerikanischer Rennfahrer
- Reece, Kensley (* 1945), barbadischer Radsportler
- Reece, Louise Goff (1898–1970), US-amerikanische Politikerin
- Reece, Marilyn Jorgenson (1926–2004), US-amerikanische Bauingenieurin
- Reece, Owen (* 1960), jamaikanischer Boxer und Boxtrainer
- Reece, Tom (1873–1953), englischer Billardspieler, Schwimmer und Sachbuchautor
- Reech, Frédéric (1805–1884), französischer Mathematiker und Marineingenieur
- Reech, Reina (* 1958), argentinische Filmschauspielerin
- Reeck, Hagen (* 1959), deutscher Fußballspieler und Fußballtrainer

### Reed
- Reed, A. C. (1926–2004), US-amerikanischer Blues-Saxophonist und Sänger
- Reed, Adam (* 1991), philippinischer Fußballspieler
- Reed, Alan (1907–1977), US-amerikanischer Schauspieler
- Reed, Alfred (1921–2005), US-amerikanischer Komponist und Hochschullehrer
- Reed, Alyson (* 1958), US-amerikanische Tänzerin und Schauspielerin
- Reed, Amos, US-amerikanischer Politiker
- Reed, Anderson (* 1990), US-amerikanischer Tennisspieler
- Reed, Andre (* 1964), US-amerikanischer American-Football-Spieler
- Reed, Angie (* 1973), US-amerikanische Musikerin
- Reed, Arthur L., britischer Bahnradsportler und Weltmeister
- Reed, Ava (* 1987), deutsche Schriftstellerin von Kinder- und Jugendliteratur, Liebesromanen und Fantasyliteratur
- Reed, Barry (1927–2002), US-amerikanischer Rechtsanwalt und Autor
- Reed, Blind Alfred (1880–1956), US-amerikanischer Old-Time-Musiker
- Reed, Brett (* 1972), US-amerikanischer Schlagzeuger
- Reed, Bronson (* 1988), australischer WrestlerBronson Reed (* 1988)

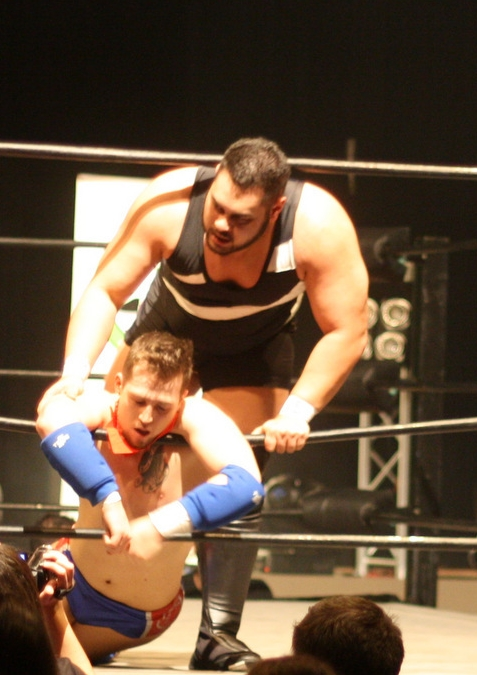
Bronson Reed (* 1988)

- Reed, Brooks (* 1988), US-amerikanischer American-Football-Spieler
- Reed, Bruce (* 1962), kanadischer Mathematiker und Informatiker
- Reed, Carol (1906–1976), britischer Filmregisseur
- Reed, Cathy (* 1987), amerikanisch-japanische Eiskunstläuferin
- Reed, Charles Manning (1803–1871), US-amerikanischer Politiker
- Reed, Chauncey W. (1890–1956), US-amerikanischer Politiker
- Reed, Chris (1989–2020), amerikanisch-japanischer Eiskunstläufer
- Reed, Chris (* 1992), US-amerikanischer American-Football-Spieler
- Reed, Clyde M. (1871–1949), US-amerikanischer Politiker
- Reed, Crystal (* 1985), US-amerikanische Schauspielerin
- Reed, D. J. (* 1996), US-amerikanischer American-Football-Spieler
- Reed, Dan (* 1963), US-amerikanischer Musiker und Schauspieler
- Reed, Daniel A. (1875–1959), US-amerikanischer Politiker
- Reed, David (* 1946), US-amerikanischer Maler und Multimedia-Künstler
- Reed, David A. (1880–1953), US-amerikanischer Politiker
- Reed, David P. (* 1952), US-amerikanischer Informatiker
- Reed, David Vern (1924–1989), US-amerikanischer Comicautor
- Reed, Dean (1938–1986), US-amerikanischer Schauspieler, Sänger, Drehbuchautor und Regisseur
- Reed, Dizzy (* 1963), US-amerikanischer Musiker
- Reed, Donna (1921–1986), US-amerikanische SchauspielerinDonna Reed (1921–1986)

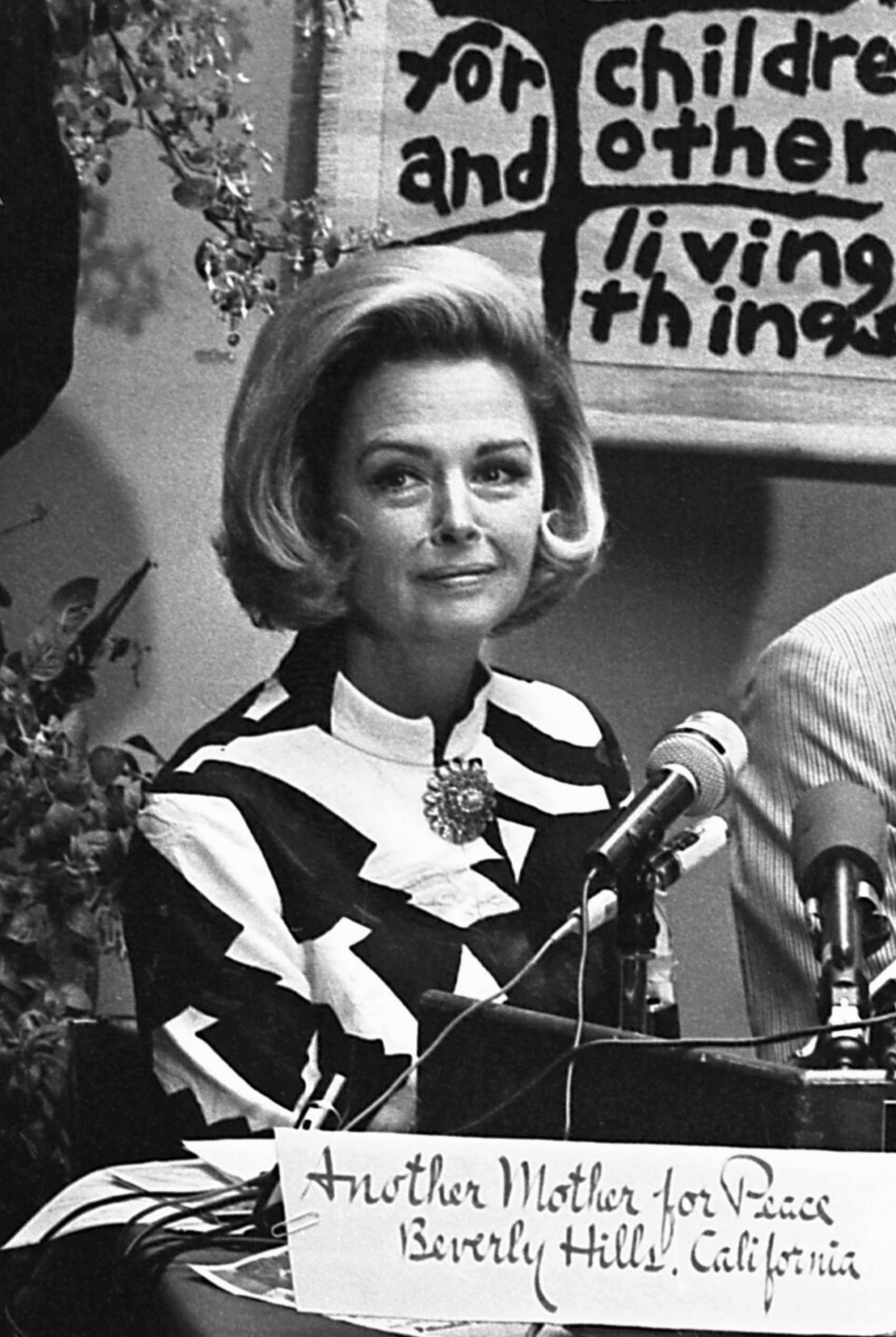
Donna Reed (1921–1986)

- Reed, Douglas (1895–1976), britischer Journalist und Schriftsteller
- Reed, Ed (1929–2024), US-amerikanischer Jazzsänger
- Reed, Ed (* 1978), US-amerikanischer American-Football-Spieler und Footballtrainer
- Reed, Edward C. (1793–1883), US-amerikanischer Jurist und Politiker
- Reed, Edward James (1830–1906), britischer Schiffbauingenieur und Politiker
- Reed, Edward Tennyson (1860–1933), britischer Karikaturist und Cartoonist
- Reed, Eli (* 1946), US-amerikanischer Fotojournalist, Dokumentarfilmer, Menschenrechtler und Hochschullehrer
- Reed, Eli (* 1983), US-amerikanischer Soul- und R&B-Musiker
- Reed, Elizabeth Armstrong (1842–1915), US-amerikanische Orientalistin
- Reed, Elli (* 1989), US-amerikanische Fußballspielerin
- Reed, Eric (* 1970), amerikanischer Jazz-Pianist und Komponist
- Reed, Ethel (1874–1912), amerikanische Grafikdesignerin
- Reed, Eugene Elliott (1866–1940), US-amerikanischer Politiker
- Reed, Frederick M. (1924–2012), US-amerikanischer Jurist und Politiker
- Reed, Gary (* 1981), kanadischer Mittelstreckenläufer
- Reed, Gene (1935–2020), US-amerikanischer Choreograph bei Theater, Film und Fernsehen
- Reed, Geoffrey (1925–2015), britischer Tischtennisfunktionär (Jersey)
- Reed, George (1921–1991), US-amerikanischer Autorennfahrer und Rennstallbesitzer
- Reed, George (1922–2011), US-amerikanischer Jazz-Schlagzeuger und Sänger
- Reed, H. Owen (1910–2014), US-amerikanischer Komponist
- Reed, Harrison (1813–1899), US-amerikanischer Politiker
- Reed, Harrison (* 1988), kanadischer Eishockeyspieler
- Reed, Heida (* 1988), isländische SchauspielerinHeida Reed (* 1988)

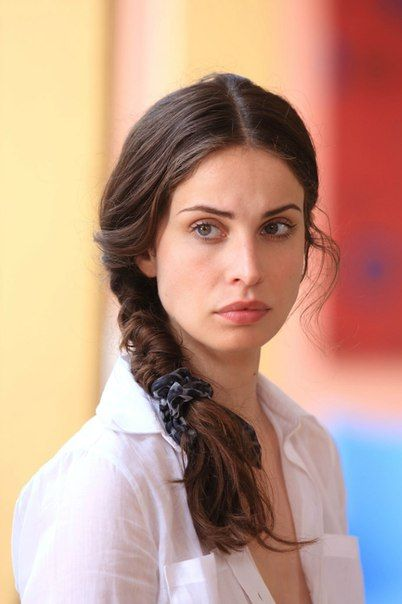
Heida Reed (* 1988)

- Reed, Ian (1927–2020), australischer Diskuswerfer
- Reed, Irving Stoy (1923–2012), US-amerikanischer Mathematiker und Ingenieur
- Reed, Isaac (1809–1887), US-amerikanischer Politiker
- Reed, Ishmael (* 1938), US-amerikanischer Schriftsteller
- Reed, Jack (* 1949), US-amerikanischer Politiker
- Reed, James, britischer Filmproduzent und Naturfilmer
- Reed, James A. (1861–1944), US-amerikanischer Politiker (Demokratische Partei)
- Reed, James B. (1881–1935), US-amerikanischer Politiker
- Reed, Jarran (* 1992), US-amerikanischer Footballspieler
- Reed, Jennie (* 1978), US-amerikanische Radrennfahrerin
- Reed, Jerry (1937–2008), US-amerikanischer Country-Musiker, Songwriter und SchauspielerJerry Reed (1937–2008)

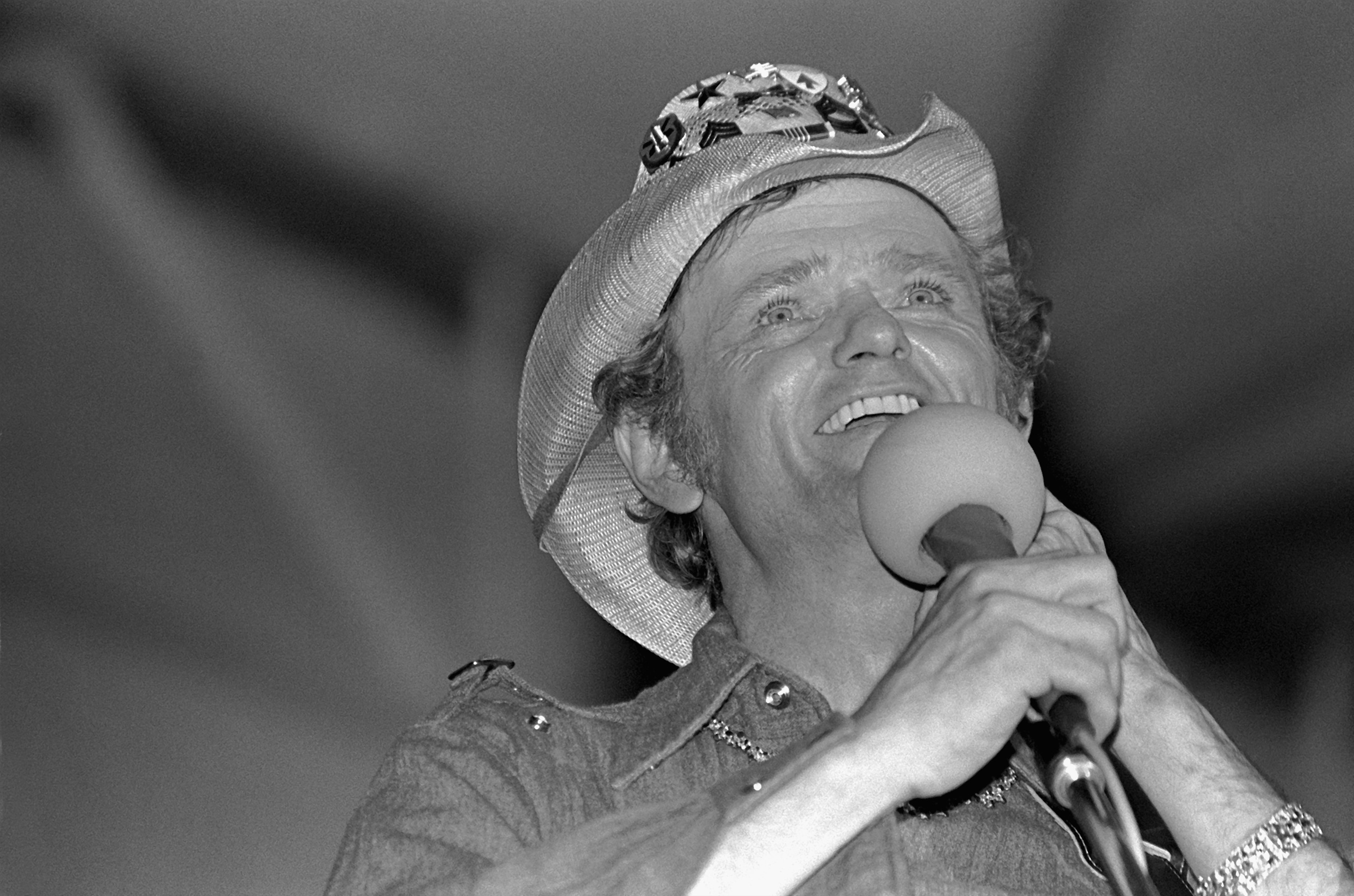
Jerry Reed (1937–2008)

- Reed, Jillian Rose (* 1991), US-amerikanische Schauspielerin
- Reed, Jim (1926–2019), US-amerikanischer Rennfahrer
- Reed, Jimmy (1925–1976), US-amerikanischer Blues-Sänger und -Musiker
- Reed, Joel M. (1933–2020), US-amerikanischer Filmregisseur
- Reed, John (1887–1920), US-amerikanischer Journalist
- Reed, John (1901–1981), australischer Rechtsanwalt, Verleger und Kunstmäzen
- Reed, John H. (1921–2012), US-amerikanischer Politiker, Gouverneur von Maine
- Reed, John junior (1781–1860), US-amerikanischer Politiker
- Reed, John senior (1751–1831), US-amerikanischer Politiker
- Reed, Jordan (* 1990), US-amerikanischer Football-Spieler
- Reed, Joseph (1741–1785), US-amerikanischer Politiker
- Reed, Joseph Rea (1835–1925), US-amerikanischer Jurist und Politiker
- Reed, Joseph Verner Jr. (1937–2016), US-amerikanischer Bankdirektor und Botschafter der USA in Marokko
- Reed, JR (* 1967), US-amerikanischer Schauspieler und Musiker
- Reed, Judy W. (1826–1905), US-amerikanische Näherin und Erfinderin
- Reed, Justin Phillip (* 1989), US-amerikanischer Lyriker und Essayist
- Reed, Kate (* 1982), britische Langstreckenläuferin
- Reed, Kaye (* 1951), US-amerikanische Paläoanthropologin
- Reed, Kira (* 1971), US-amerikanische Schauspielerin, Filmproduzentin, Drehbuchautorin und Fernsehmoderatorin
- Reed, Kit (1932–2017), amerikanische Schriftstellerin
- Reed, Kristina, Filmproduzentin von Animationsfilmen
- Reed, Les (1935–2019), britischer Songschreiber, Musiker, Arrangeur und Orchesterleiter
- Reed, Lou (1942–2013), US-amerikanischer Singer-Songwriter und Gitarrist
- Reed, Lucie (* 1974), tschechische und südafrikanische Triathletin
- Reed, Luman (1785–1836), US-amerikanischer Unternehmer und Kunstmäzen
- Reed, Matthew (* 1975), US-amerikanischer Triathlet
- Reed, Maxwell (1919–1974), britischer Schauspieler
- Reed, Michael (1929–2022), kanadisch-britischer Kameramann
- Reed, Michael C. (* 1942), US-amerikanischer Mathematiker
- Reed, Mike (* 1974), US-amerikanischer Jazz-Schlagzeuger, Bandleader, Komponist und Musikveranstalter
- Reed, Myrtle (1874–1911), US-amerikanische Autorin
- Reed, Nicholas (* 1963), britischer Künstleragent, Medienunternehmer und Filmproduzent
- Reed, Nikki (* 1988), US-amerikanische Schauspielerin
- Reed, Oliver (1938–1999), britischer SchauspielerOliver Reed (1938–1999)

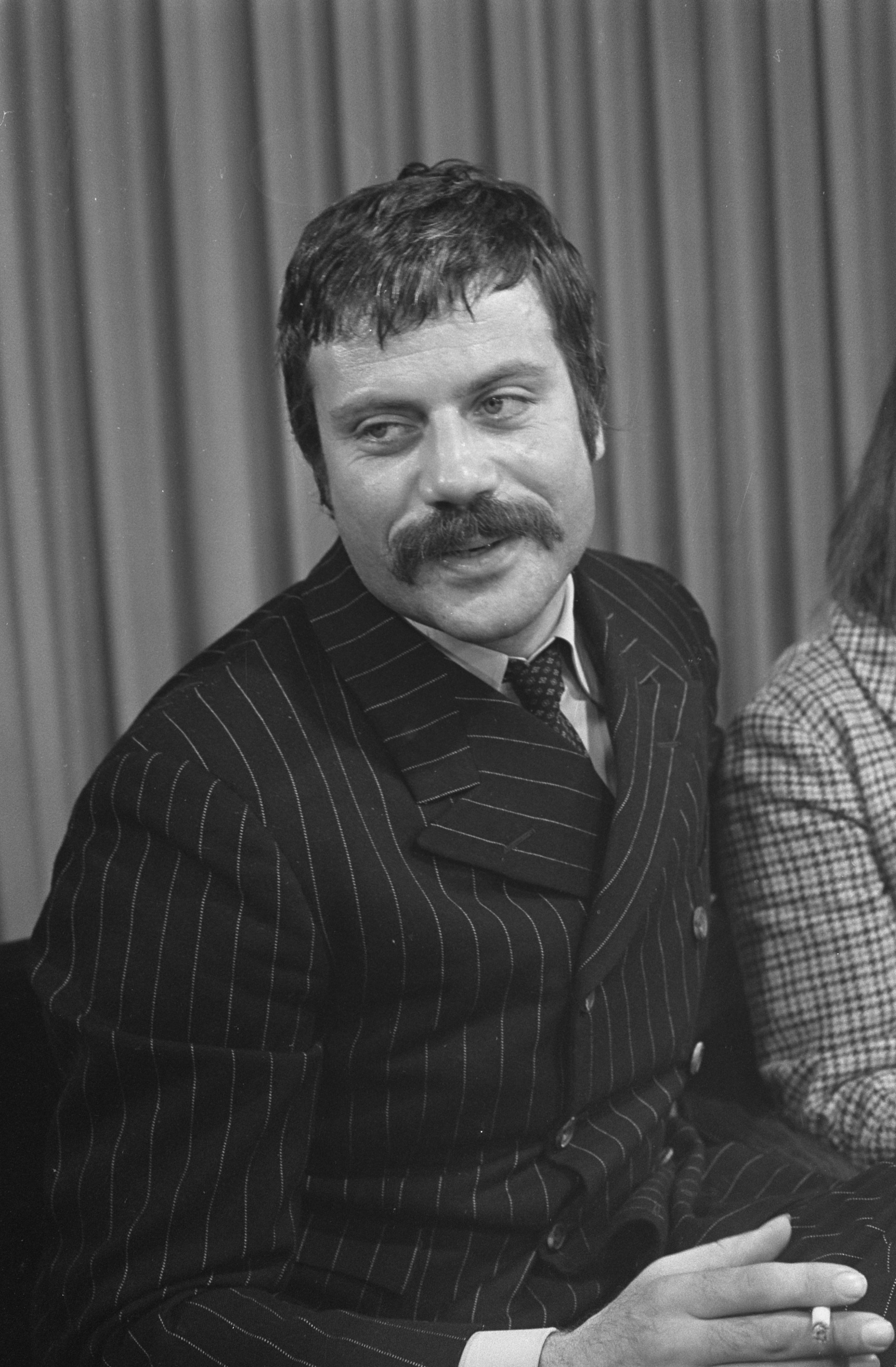
Oliver Reed (1938–1999)

- Reed, Pamela (* 1949), US-amerikanische Schauspielerin
- Reed, Patrick (* 1990), US-amerikanischer Golfspieler
- Reed, Peter (* 1981), britischer Ruderer
- Reed, Peyton (* 1964), US-amerikanischer Filmregisseur
- Reed, Philip (1760–1829), US-amerikanischer Politiker
- Reed, Phillip (1908–1996), US-amerikanischer Schauspieler
- Reed, Preston (* 1955), US-amerikanischer Fingerstyle-Gitarrist
- Reed, Randall, US-amerikanischer General
- Reed, Raquel (* 1988), US-amerikanische Sängerin, Model, Make-up-Artist und Fashion-Designer
- Reed, Rex (* 1938), US-amerikanischer Filmkritiker
- Reed, Robert (1932–1992), US-amerikanischer SchauspielerRobert Reed (1932–1992)

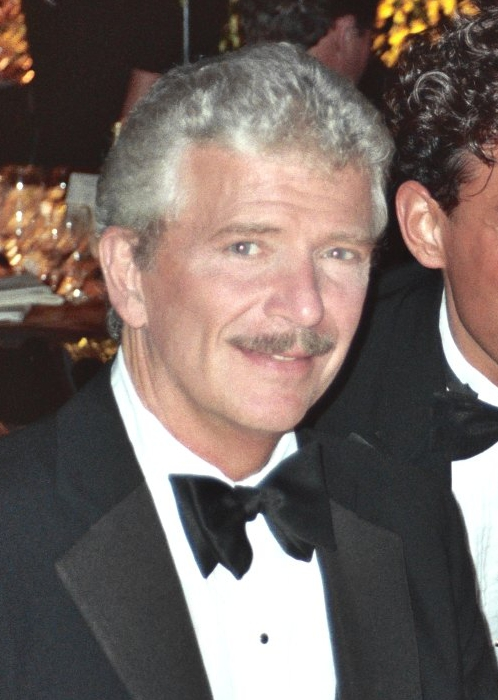
Robert Reed (1932–1992)

- Reed, Robert (* 1956), amerikanischer Science-Fiction-Autor
- Reed, Robert (* 1959), US-amerikanischer Geistlicher, römisch-katholischer Weihbischof in Boston
- Reed, Robert Rentoul (1807–1864), US-amerikanischer Politiker
- Reed, Robert, Baron Reed of Allermuir (* 1956), britischer Jurist
- Reed, Robin (1899–1978), US-amerikanischer Ringer
- Reed, Rondi (* 1952), US-amerikanische Schauspielerin
- Reed, Sam (1935–2021), US-amerikanischer Jazz- und Rhythm-&-Blues-Musiker (Saxophon)
- Reed, Sandy (* 1968), deutschamerikanische Soul- und Popsängerin
- Reed, Shane (1973–2022), neuseeländischer Triathlet
- Reed, Shanna (* 1956), US-amerikanische Schauspielerin und Tänzerin
- Reed, Stanley Forman (1884–1980), US-amerikanischer Jurist, Richter am Obersten Gerichtshof der Vereinigten Staaten
- Reed, Steve (* 1963), britischer Politiker
- Reed, Stuart F. (1866–1935), US-amerikanischer Politiker
- Reed, Stuart M. (1925–2012), amerikanischer Manager in der Autoindustrie und im Schienenverkehr
- Reed, Sunday (1905–1981), australische Kunstmäzenin
- Reed, Susan (1926–2010), US-amerikanische Folk-Sängerin
- Reed, Tanoai (* 1974), US-amerikanischer Schauspieler und Stuntman
- Reed, Terence James (* 1937), britischer Germanist
- Reed, Theodore (1887–1959), US-amerikanischer Filmproduzent und -regisseur
- Reed, Thomas Brackett (1839–1902), US-amerikanischer Politiker
- Reed, Thomas Buck (1787–1829), US-amerikanischer Politiker
- Reed, Timothy (* 1985), australischer Triathlet
- Reed, Tom (1901–1961), US-amerikanischer Drehbuchautor
- Reed, Tom (* 1971), US-amerikanischer Politiker (Republikanische Partei)
- Reed, Tracy (1942–2012), britische Schauspielerin
- Reed, Walter (1851–1902), US-amerikanischer BakteriologeWalter Reed (1851–1902)

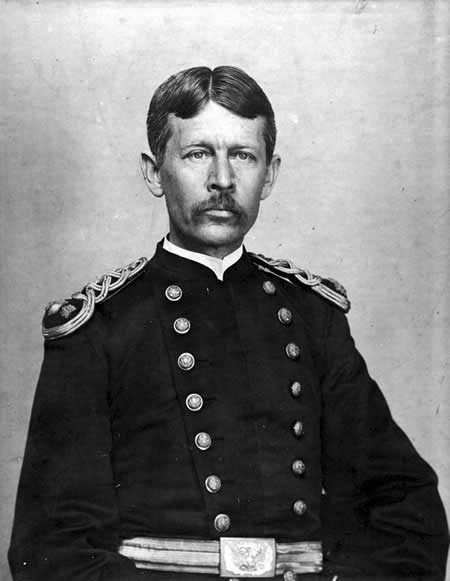
Walter Reed (1851–1902)

- Reed, Waymon (1940–1983), US-amerikanischer Jazz-Trompeter
- Reed, Whitney (1932–2015), US-amerikanischer Tennisspieler
- Reed, William († 1728), britischer Politiker, Gouverneur der Province of North Carolina
- Reed, William (1776–1837), US-amerikanischer Politiker
- Reed, William (1859–1945), kanadischer Organist und Komponist
- Reed, William (1910–2002), britischer Komponist
- Reed, William (* 2005), Sprinter von den Marshallinseln
- Reed, William Henry (1876–1942), englischer Geiger, Komponist, Dirigent und Musikpädagoge
- Reed, William Nikolaus (1825–1864), deutschamerikanischer Offizier und der höchstrangige schwarze Soldat im Sezessionskrieg
- Reed, Willis (1942–2023), US-amerikanischer Basketballspieler
- Reede, Frederik Willem van (1770–1838), niederländischer Politiker und Offizier
- Reede, Godart van (1588–1648), niederländischer Staatsmann und Gesandter bei den Verhandlungen zum Westfälischen Frieden
- Reede, Joan (* 1953), US-amerikanische Medizinerin und Hochschullehrerin
- Reeder, Andrew Horatio (1807–1864), US-amerikanischer Politiker
- Reeder, Cody (* 1992), US-amerikanischer Influencer
- Reeder, Dan (* 1954), deutscher Künstler und Musiker
- Reeder, DeeAnn M. (* 1969), US-amerikanische Mammalogin
- Reeder, Eduard (* 1826), deutscher Landwirt und Politiker, MdR
- Reeder, Edward M. Jr., US-amerikanischer Offizier, Generalmajor der US-Army
- Reeder, Eggert (1894–1959), deutscher Verwaltungsjurist, Politiker, Verwaltungschef von Belgien und Nordfrankreich (1940–1944)
- Reeder, Günther (1915–2003), deutscher Konteradmiral der Bundesmarine
- Reeder, Jennifer (* 1971), US-amerikanische Videomacherin, Filmregisseurin und Drehbuchautorin
- Reeder, Mark (* 1958), britischer Musiker, Musikproduzent, Plattenlabelbetreiber, Schauspieler und AutorMark Reeder (* 1958)

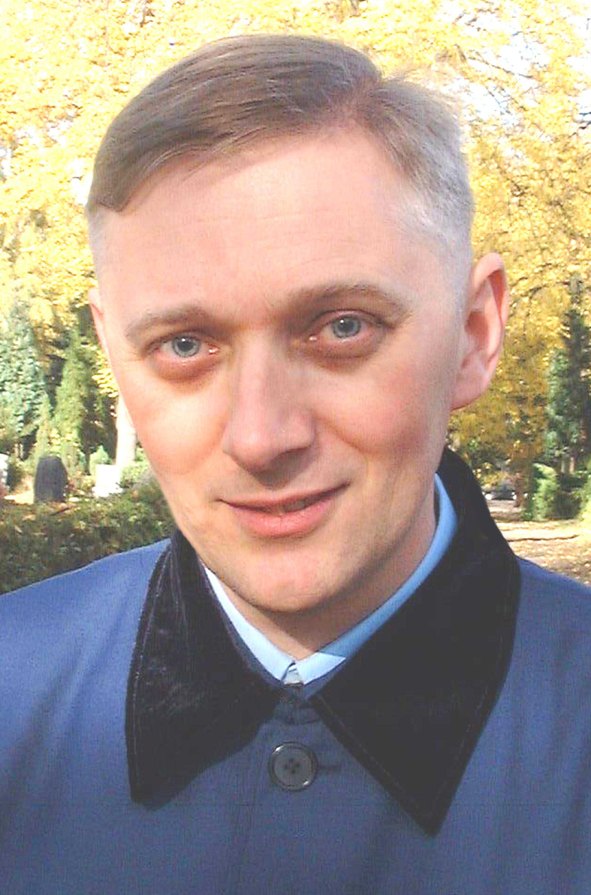
Mark Reeder (* 1958)

- Reeder, Scott (* 1965), US-amerikanischer Bassist
- Reeder, Sina, deutsche Fernsehjournalistin und politische Beamtin
- Reeder, Waldemar (1893–1950), deutscher Politiker (SSW), MdL
- Reeder, William A. (1849–1929), US-amerikanischer Politiker
- Reedie, Craig (* 1941), schottischer Sportfunktionär und Badmintonspieler
- Reedtz, Holger Christian von (1800–1857), dänischer Politiker, Diplomat, Historiker und Astronom
- Reedtz, Nicolai (* 1995), dänischer E-Sportler
- Reedtz-Thott, Tage (1839–1923), dänischer Politiker, Mitglied des Folketing und Premierminister
- Reedus, Norman (* 1969), US-amerikanischer Schauspieler und SynchronsprecherNorman Reedus (* 1969)

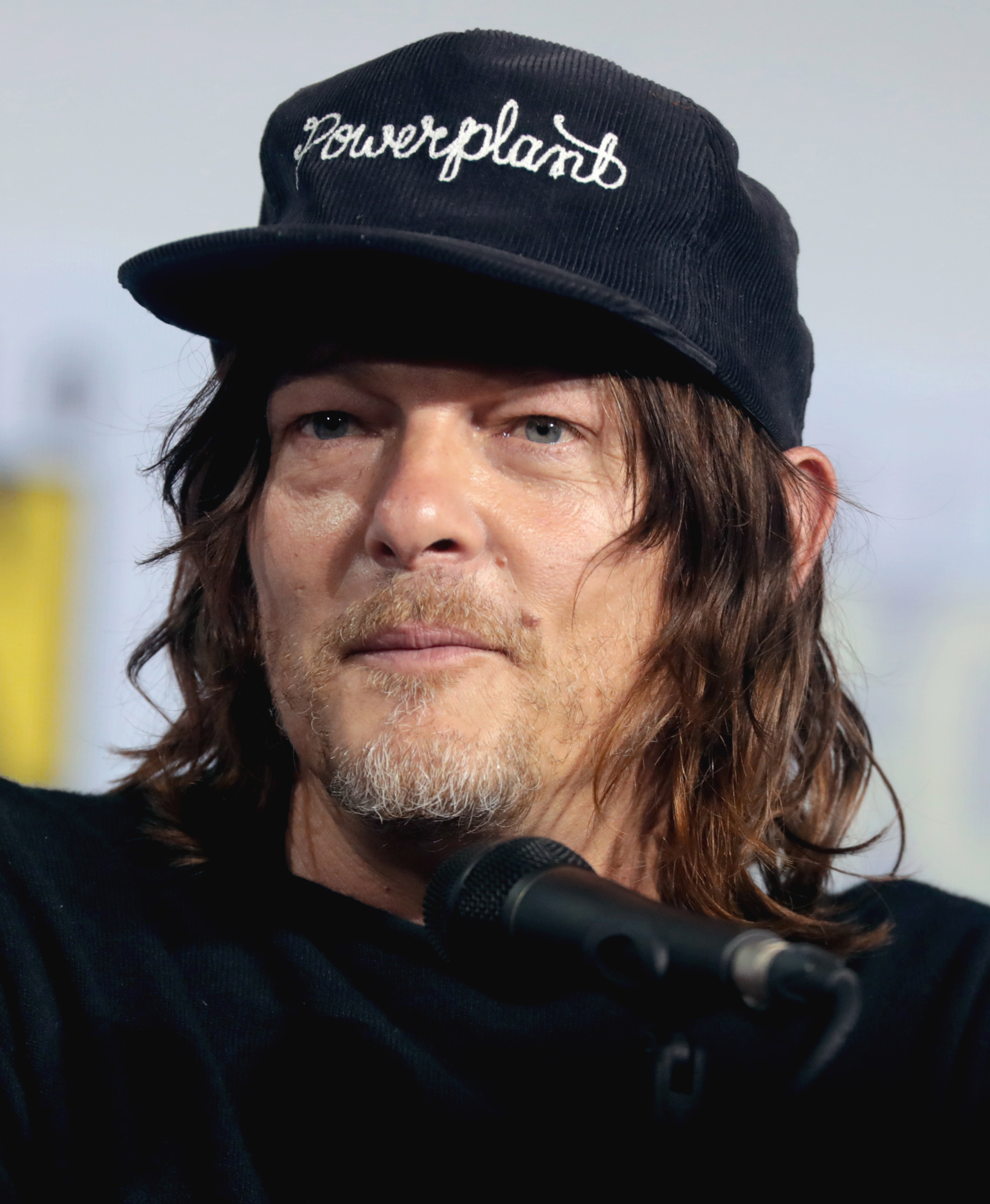
Norman Reedus (* 1969)

- Reedus, Tony (1959–2008), US-amerikanischer Jazzschlagzeuger
- Reedy, Bernard (* 1991), US-amerikanischer American-Football-Spieler
- Reedy, Paul (* 1961), australischer Ruderer
- Reedy, Scott (* 1999), US-amerikanischer Eishockeyspieler

### Reef
- Reef the Lost Cauze (* 1981), US-amerikanischer Hip-Hop-Künstler
- Reef, Rob (* 1968), deutscher Schriftsteller
- Reefdy, Adam (* 2004), singapurischer Fußballspieler
- Reefschläger, Helmut (1944–2015), deutscher Schachspieler

### Reeg
- Reeg, Achilles (1899–1980), deutscher Leichtathlet
- Reeg, Gunther (* 1968), deutscher Fußballspieler
- Reeger, Hanns (1883–1965), deutscher Maler

### Reeh
- Reeh, Andreas (* 1964), deutscher Judoka
- Reeh, Christine (* 1974), deutsche Filmregisseurin, Filmphilosophin und Professorin
- Reeh, Friedrich (1890–1965), deutscher Oberstudienrat in Lübeck und 1945 dort kommissarischer Bürgermeister
- Reeh, Heinz (* 1941), deutscher Opernsänger (Bass)
- Reeh, Herbert (* 1948), deutscher Politiker (Die Grünen), MdL
- Reeh, Martin (* 1967), deutscher Journalist
- Reeh, Mirko (* 1976), deutscher KochMirko Reeh (* 1976)

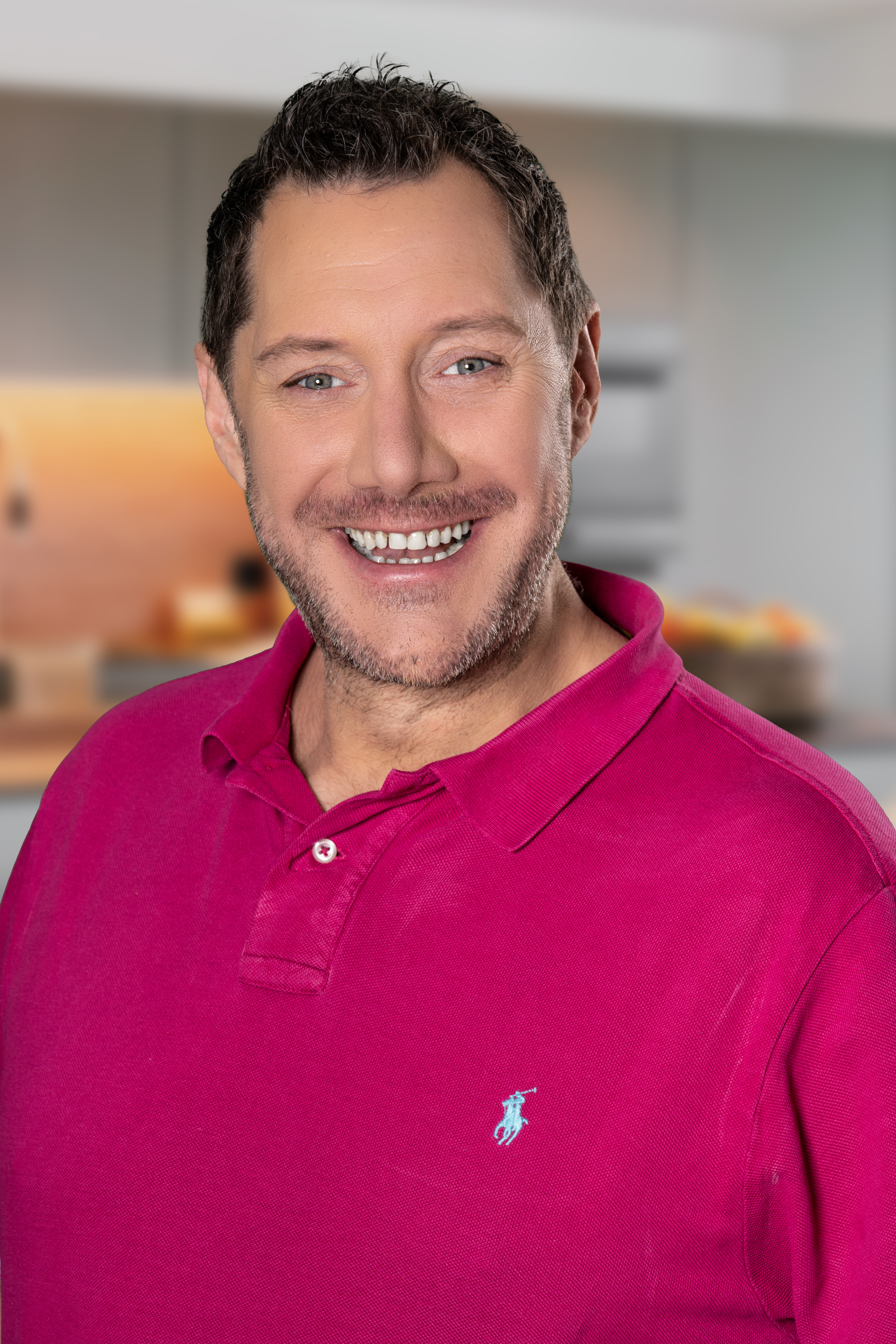
Mirko Reeh (* 1976)

- Reeh, Oliver (* 1964), deutscher Schachspieler
- Reeh, Thomas (1875–1949), österreichischer Politiker (CS), Landtagsabgeordneter im Burgenland
- Reeh, Udo (* 1957), deutscher Langstreckenläufer
- Reeh, Ute (* 1958), deutsche bildende Künstlerin

### Reek
- Reek, Edmund (1897–1971), US-amerikanischer Filmproduzent und Regisseur
- Reek, Nikolai (1890–1942), estnischer Generalleutnant und Verteidigungsminister (1927–1928; 1939–1940)
- Reek, Walter (1878–1933), deutscher Politiker (SPD)
- Reeken, Dietmar von (* 1959), deutscher Historiker und Geschichtsdidaktiker
- Reeken, Marco von (* 1989), deutscher Immobilienmakler
- Reeker, Annette (* 1956), deutsche Filmproduzentin und Autorin
- Reeker, Philip (* 1965), US-amerikanischer Diplomat
- Reekers, Edward (* 1957), niederländischer SängerEdward Reekers (* 1957)

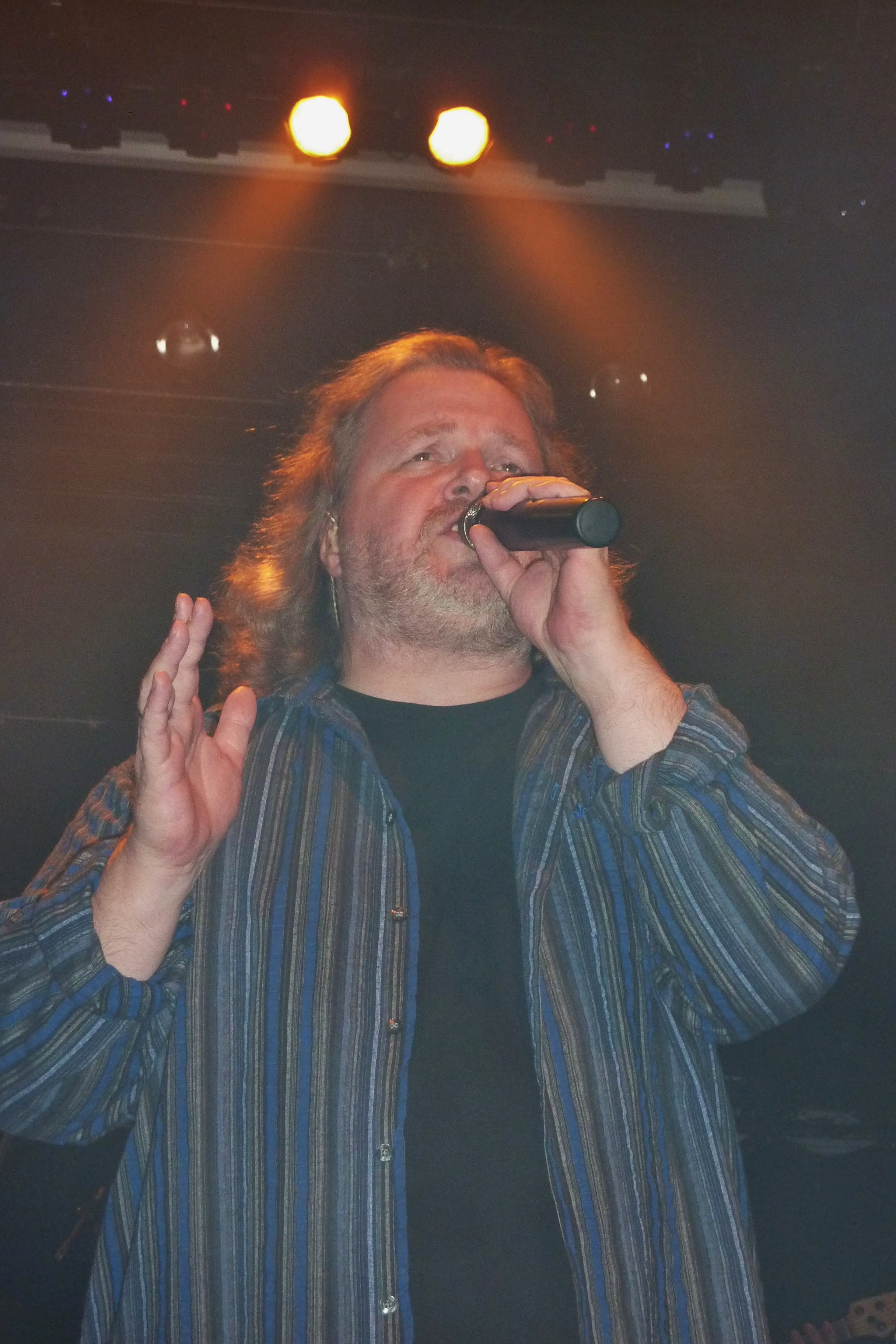
Edward Reekers (* 1957)

- Reekers, Rob (* 1966), niederländischer Fußballspieler
- Reekie, Jemma (* 1998), britische Mittelstreckenläuferin
- Reekie, Joe (* 1965), kanadischer Eishockeyspieler
- Reekles, Beth (* 1995), britische Autorin

### Reel
- Reelaja, israelitischer Rückkehrer aus dem Babylonischen Exil
- Reelfs, Hella (1928–2006), deutsche Kunsthistorikerin
- Reelick, Erin (* 1993), US-amerikanische Ruderin

### Reem
- Reem Al Marzouqi, emiratische Ingenieurin
- Re’em, David (* 1953), israelischer Politiker
- Reeman, Douglas (1924–2017), britischer Schriftsteller
- Reeman, Jops (1886–1959), niederländischer Fußballspieler
- Reemer, Sandra (1950–2017), niederländische Sängerin und Moderatorin
- Reems, Harry (1947–2013), US-amerikanischer Theater- und Pornoschauspieler
- Reemts, Christiana (* 1957), deutsche römisch-katholische Ordensschwester, Theologin und Äbtissin der Abtei Mariendonk
- Reemtsma, Bernhard (1857–1925), deutscher Unternehmer
- Reemtsma, Carla (* 1998), deutsche KlimaschutzaktivistinCarla Reemtsma (* 1998)

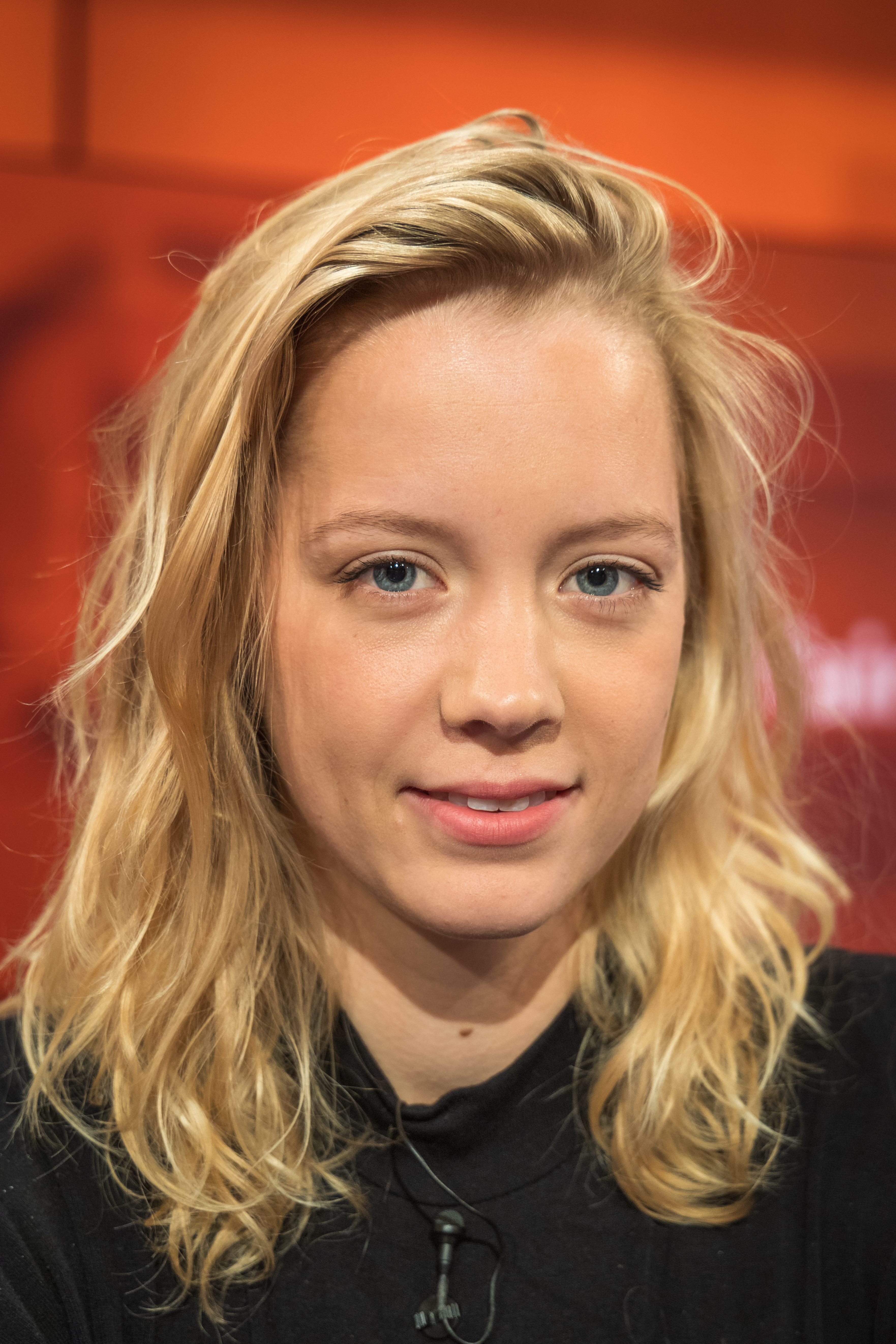
Carla Reemtsma (* 1998)

- Reemtsma, Dagmar (* 1933), deutsche Aktivistin
- Reemtsma, Hermann Fürchtegott (1892–1961), deutscher Unternehmer und Mäzen
- Reemtsma, Hermann-Hinrich (1935–2020), deutscher Unternehmer und Mäzen
- Reemtsma, Jan Philipp (* 1952), deutscher Literatur- und Sozialwissenschaftler, Hochschullehrer, Publizist und Mäzen
- Reemtsma, Katrin (1958–1997), deutsche Ethnologin und Menschenrechtsaktivistin
- Reemtsma, Philipp Fürchtegott (1893–1959), deutscher Unternehmer und Kunstmäzen

### Reen
- Reenberg, Annelise (1919–1994), dänische Regisseurin, Kamerafrau und Drehbuchautorin
- Reenberg, Ellen Carstensen (1899–1985), dänische Schauspielerin
- Reenberg, Holger (1872–1942), dänischer Schauspieler
- Reenberg, Jørgen (1927–2023), dänischer Schauspieler
- Reenberg, Magda (1897–1976), dänische Schauspielerin
- Reenberg, Palle (1902–1980), dänischer Schauspieler
- Reenen, John van (1947–2018), südafrikanischer Diskuswerfer und Kugelstoßer
- Reenen, Piet van (1909–1969), niederländischer Fußballspieler
- Reenpää, Yrjö (1894–1976), finnischer Physiologe und Philosoph und Professor für Physiologie an der Universität Helsinki
- Reens, Abraham Mozes (1870–1930), niederländischer Zeitschriftenherausgeber, Organisator, Autor und Propagandist für den revolutionären Sozialismus und Anarchismus in den Niederlanden
- Reenskaug, Trygve Mikkjel Heyerdahl (1930–2024), norwegischer Informatiker
- Reenstierna, Axel (1695–1730), schwedischer Hofrat und Diplomat
- Reenstierna, Märta Helena (1753–1841), schwedische Schriftstellerin
- Reents, Christine (* 1934), deutsche Theologin, Geistliche und Hochschullehrerin
- Reents, Claus-Dieter (1943–1996), deutscher Schauspieler
- Reents, Edo (* 1965), deutscher Literaturkritiker und Kulturjournalist
- Reents, Henny (* 1974), deutsche Schauspielerin
- Reents, Jürgen (1949–2022), deutscher Politiker (PDS), MdB und Journalist
- Reents, Mense (* 1970), deutscher MusikerMense Reents (* 1970)

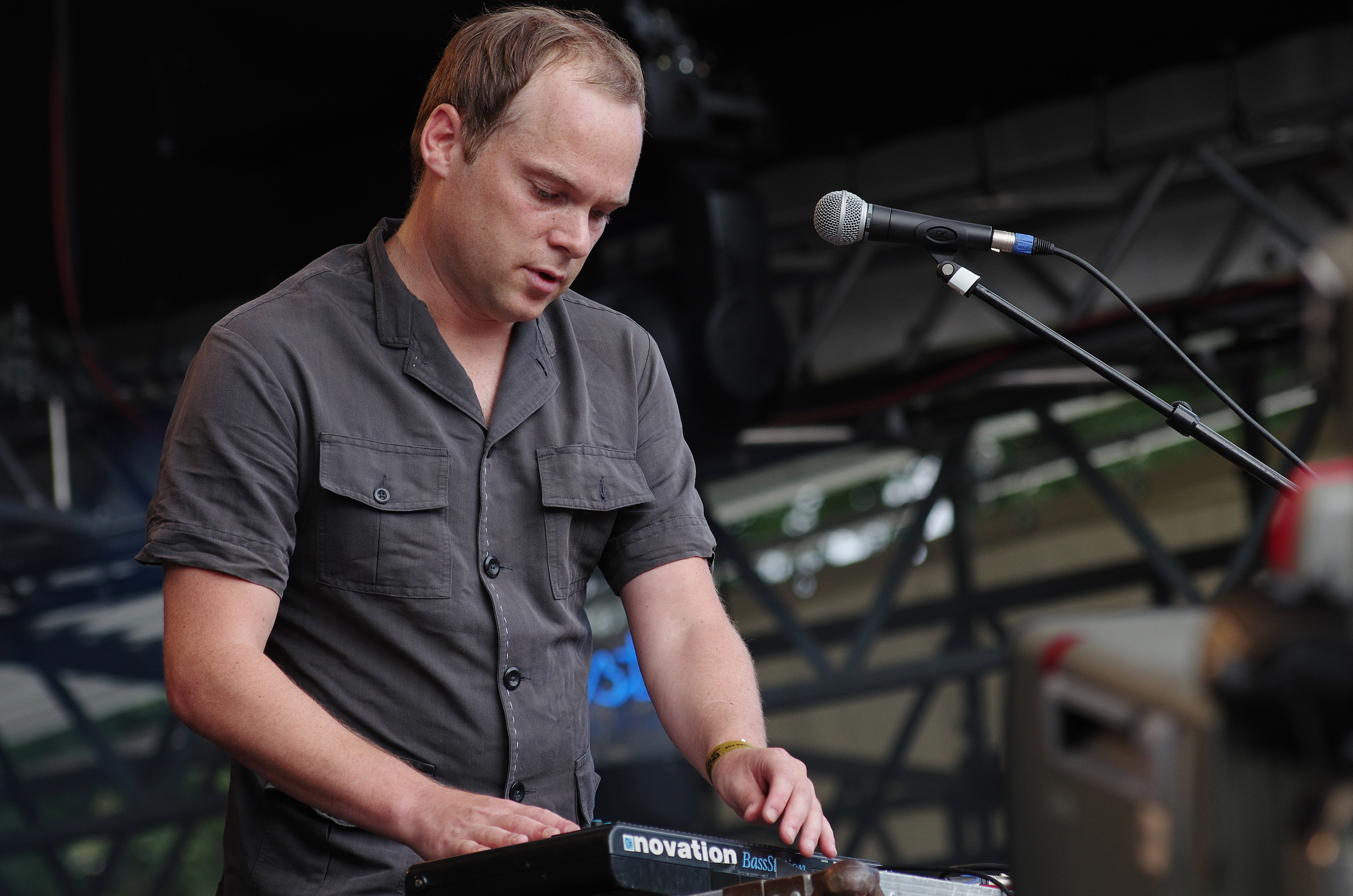
Mense Reents (* 1970)

- Reents, Reinhard (* 1962), deutscher Tierzüchter und Tierzuchtpionier

### Reep
- Reepen, Michael (* 1959), deutscher Benediktinermönch und Abt der Abtei Münsterschwarzach am Main in Unterfranken
- Reeps One (* 1989), englischer Beatboxer, Webvideoproduzent, Komponist sowie Künstler für Musik und neuen Medien

### Reer
- Reer, Rüdiger (* 1963), deutscher Sportmediziner und Hochschullehrer
- Reerink, Wilhelm (1905–1999), deutscher Bergbauwissenschaftler

### Rees
- Rees Larcombe, Jennifer (* 1942), englische Autorin christlicher Ratgeber, Kinder- und Jugendbücher
- Rees, Alan (1938–2024), britischer Rennfahrer und Teammanager
- Rees, Angharad (1949–2012), britisch-walisische Schauspielerin
- Rees, Barrie (1944–1965), walisischer Fußballspieler
- Rees, Catharina van (1831–1915), niederländische Dichterin, Schriftstellerin und Komponistin
- Rees, Celia (* 1949), britische Jugendbuchautorin
- Rees, Charles (1927–2006), britischer Chemiker
- Rees, Chris, britischer Motorjournalist und Sachbuchautor
- Rees, Chris (* 1965), walisischer Badmintonspieler
- Rees, David (1918–2013), britischer Mathematiker
- Rees, David (* 1972), US-amerikanischer Comiczeichner und Autor
- Rees, Dee (* 1976), US-amerikanische Filmregisseurin und Drehbuchautorin
- Rees, Douglas C. (* 1952), US-amerikanischer Biochemiker, Biophysiker und Strukturbiologe
- Rees, Eberhard (1908–1998), deutsch-US-amerikanischer Raketenspezialist
- Rees, Edward Herbert (1886–1969), US-amerikanischer Politiker
- Rees, Etie van (1890–1973), niederländische Malerin und Keramikerin
- Rees, Fernando (* 1985), brasilianischer Autorennfahrer
- Rees, Gavin (* 1980), britischer Boxer im Halbweltergewicht
- Rees, Geraint (* 1967), britischer Neurowissenschaftler
- Rees, Grover III (* 1951), US-amerikanischer Diplomat
- Rees, Hubert (1923–2009), britischer Genetiker und Botaniker
- Rees, Jacob van (1854–1928), niederländischer Autor und Anarchist
- Rees, Jed (* 1970), kanadischer SchauspielerJed Rees (* 1970)

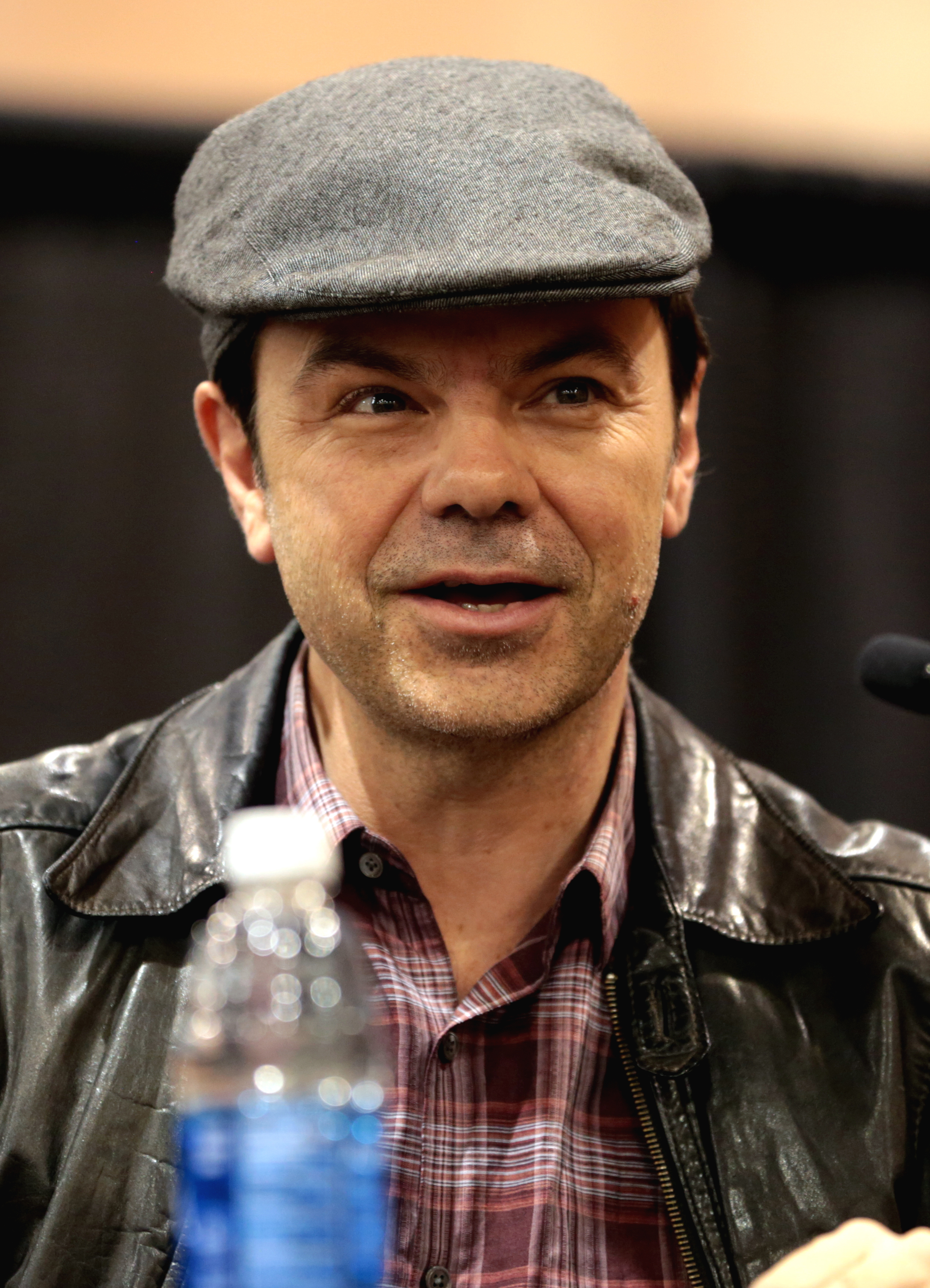
Jed Rees (* 1970)

- Rees, Joachim (* 1964), deutscher Kunsthistoriker
- Rees, John (1927–1994), britischer Schauspieler
- Rees, John Rawlings (1890–1969), britischer Psychiater
- Rees, Leighton (1940–2003), britischer Dartspieler
- Rees, Lisa (1872–1976), deutsche Vorkämpferin der Frauenemanzipation
- Rees, Llewellyn (1901–1994), britischer Schauspieler
- Rees, Lloyd (1895–1988), australischer Landschaftsmaler und Zeichner
- Rees, Madeleine, britische Rechtsanwältin und Menschenrechtlerin
- Rees, Martin (* 1942), britischer AstronomMartin Rees (* 1942)

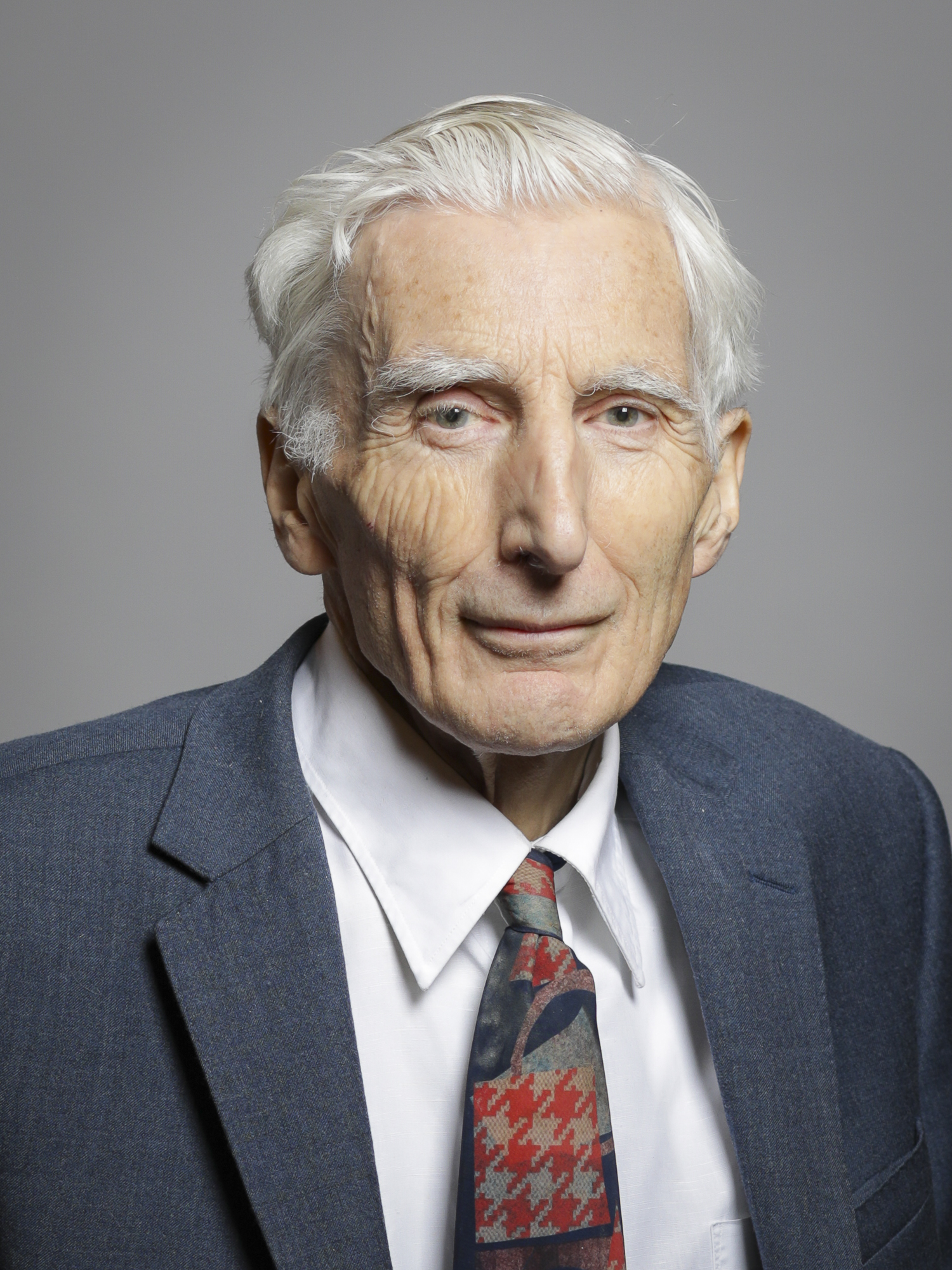
Martin Rees (* 1942)

- Rees, Mary (* 1953), britische Mathematikerin
- Rees, Matt Beynon (* 1967), britischer Journalist und Schriftsteller
- Rees, Matthew (* 1980), walisischer Rugby-Union-Spieler
- Rees, Mel (1967–1993), walisischer Fußballspieler
- Rees, Merlyn (1920–2006), britischer Politiker, Parlamentsmitglied (1963–1992) der Labour Party
- Rees, Mina (1902–1997), US-amerikanische Mathematikerin
- Rees, Nathan (* 1968), australischer Politiker
- Rees, Otto van (1823–1892), niederländischer Kolonialbeamter und Politiker, Mitglied und Präsident der Zweiten Kammer der Generalstaaten, Minister und Generalgouverneur
- Rees, Otto van (1884–1957), niederländischer Kunstmaler
- Rees, Paul (* 1986), britischer Automobilrennfahrer
- Rees, Peter, Baron Rees (1926–2008), britischer Politiker (Conservative Party)
- Rees, Richard van (1797–1875), niederländischer Mathematiker und Physiker
- Rees, Roger (1944–2015), britisch-US-amerikanischer SchauspielerRoger Rees (1944–2015)

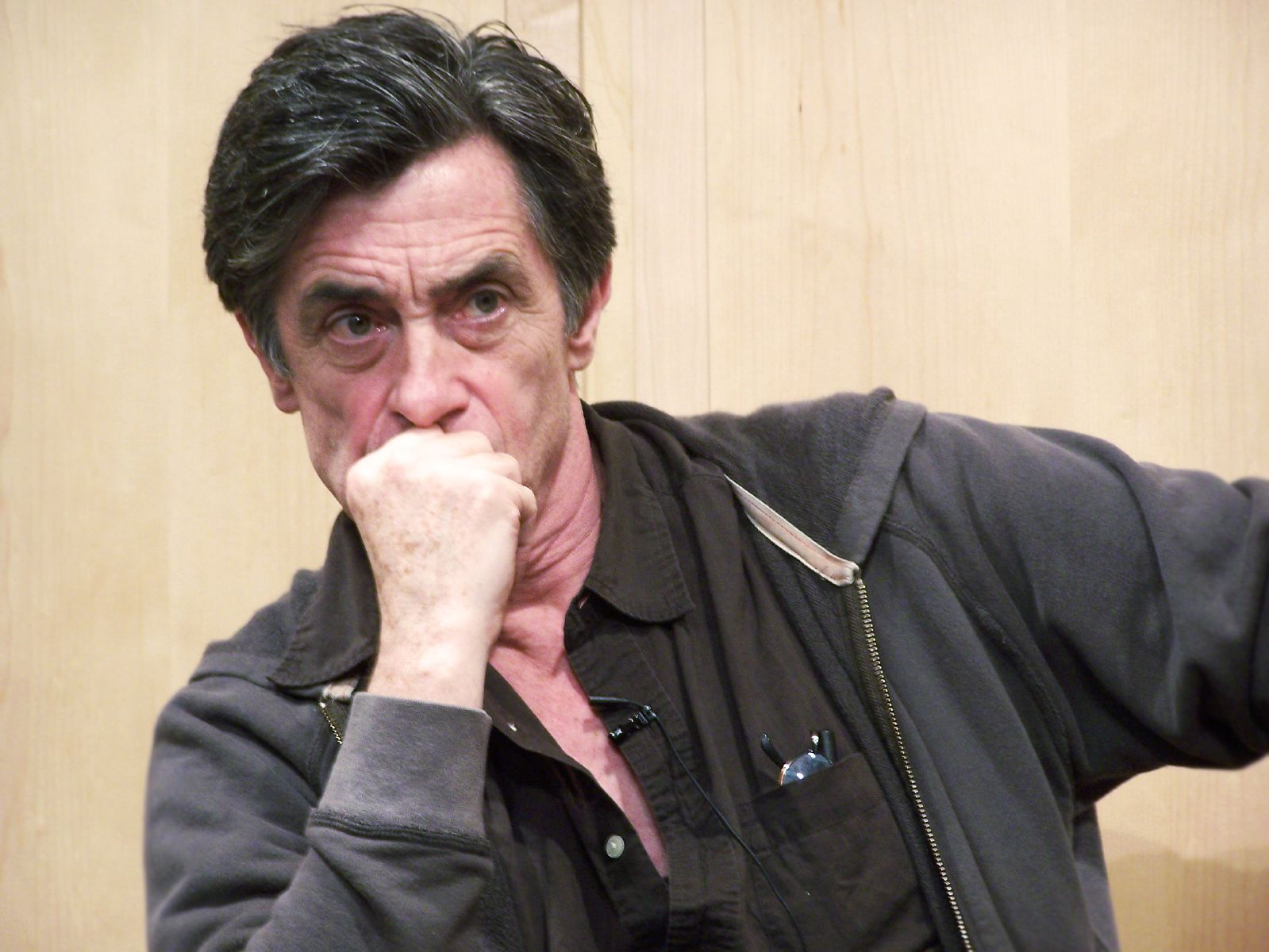
Roger Rees (1944–2015)

- Rees, Rollin R. (1865–1935), US-amerikanischer Politiker
- Rees, Roman (* 1993), deutscher Biathlet
- Rees, Rosemary (1901–1994), englische Balletttänzerin und Pilotin
- Rees, Rosemary Frances (1875–1963), neuseeländische Autorin, Schauspielerin, Theaterproduzentin und Dramatikerin
- Rees, Thomas (* 1959), deutscher Bildhauer
- Rees, Thomas M. (1925–2003), US-amerikanischer Politiker
- Rees, Timothy (1874–1939), anglikanischer Bischof
- Rees, Tracy (* 1972), britische Autorin
- Rees, Wilhelm (1888–1969), deutscher Kommunalpolitiker, Heimatforscher und Schriftsteller
- Rees, Wilhelm (* 1955), deutscher katholischer Theologe
- Rees, William (* 1943), kanadischer Ökologe und Professor
- Rees, William Gilbert (1827–1898), britischer Entdecker und Stadtgründer
- Rees-Dutilh, Adriana van (1876–1959), niederländische Künstlerin
- Rees-Jones, Trevor (* 1968), britischer Leibwächter
- Rees-Mogg, Annunziata (* 1979), britische Politikerin, Abgeordnete im europäischen Parlament
- Rees-Mogg, Edmund (1889–1962), britischer Politiker
- Rees-Mogg, Jacob (* 1969), britischer Politiker, Mitglied des House of Commons
- Rees-Mogg, William, Baron Rees-Mogg (1928–2012), britischer Politiker, Journalist und Manager
- Rees-Zammit, Louis (* 2001), walisischer Rugby-Union-Spieler und American-Football-Spieler
- Reese, Adolf (1855–1909), deutscher Brauereibesitzer und Mitglied des Deutschen Reichstags
- Reese, Angel (* 2002), US-amerikanische BasketballspielerinAngel Reese (* 2002)

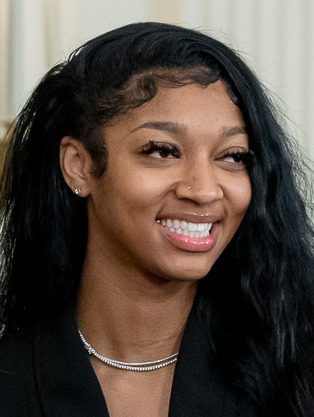
Angel Reese (* 2002)

- Reese, Armin (1939–2015), deutscher Historiker und Pädagoge
- Reese, Aubrey (* 1978), US-amerikanischer Basketballspieler
- Reese, Beate (* 1960), deutsche Museumsdirektorin, Kunsthistorikerin und Kuratorin
- Reese, Brittney (* 1986), US-amerikanische Leichtathletin
- Reese, Dagmar (* 1952), deutsche Soziologin und Historikerin
- Reese, David (1951–2007), US-amerikanischer Pokerspieler
- Reese, David Addison (1794–1871), US-amerikanischer Politiker
- Reese, Della (1931–2017), US-amerikanische Sängerin und Schauspielerin
- Reese, Dylan (* 1984), US-amerikanischer Eishockeyspieler
- Reese, Erin (* 1995), US-amerikanische Hammerwerferin
- Reese, Fabian (* 1997), deutscher FußballspielerFabian Reese (* 1997)

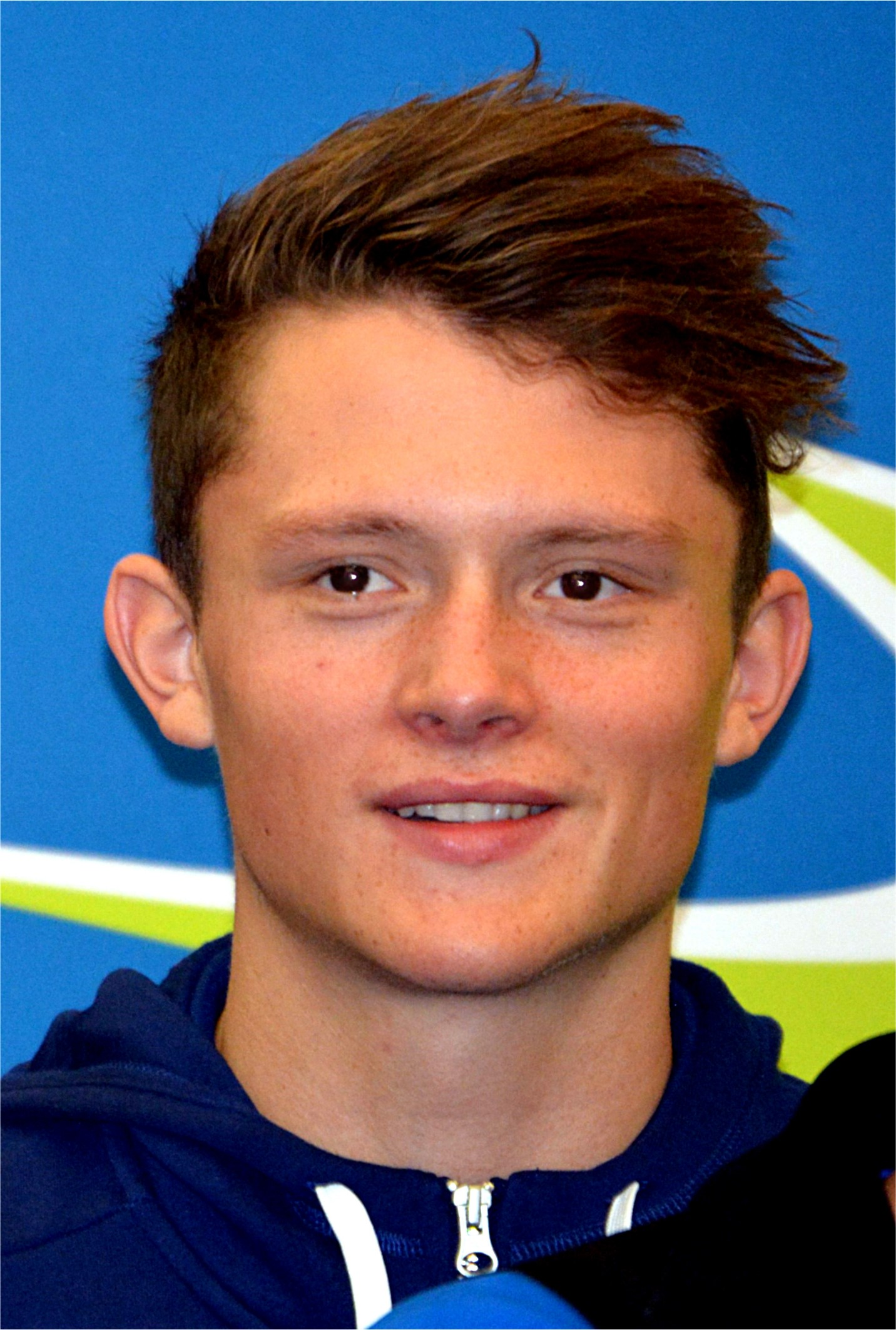
Fabian Reese (* 1997)

- Reese, Friedrich (1791–1871), deutschstämmiger, katholischer Bischof in USA
- Reese, Friedrich (1860–1928), deutscher Politiker (DNVP), MdL
- Reese, Gustave (1899–1977), US-amerikanischer Musikwissenschaftler
- Reese, Hans (1891–1973), deutscher Fußballspieler und Neurologe
- Reese, Heinrich (1843–1919), deutsch-schweizerischer Architekt
- Reese, Heinrich (1879–1951), Schweizer Arzt und Botaniker
- Reese, Hunter (* 1993), amerikanischer Tennisspieler
- Reese, James W. (1920–1943), US-amerikanischer Soldat, Träger der Medal of Honor
- Reese, Jason (* 1988), US-amerikanischer Eishockeyspieler
- Reese, Jason Meredith (1967–2019), britischer Physiker, Ingenieur und Hochschullehrer
- Reese, Kirsten (* 1968), deutsche Komponistin und Hochschullehrerin
- Reese, Klaus (1903–1945), deutscher Architekt
- Reese, Lloyd, US-amerikanischer Jazzmusiker und Musikpädagoge
- Reese, Lymon C. (1917–2009), US-amerikanischer Bauingenieur
- Reese, Manfred (1931–2017), deutscher Politiker (SPD), MdL
- Reese, Maria (1889–1958), deutsche Autorin, Journalistin, Politikerin (SPD, KPD), MdR
- Reese, Maria (* 1942), deutsche Malerin und Graphikerin
- Reese, Martin (* 1982), deutscher Schauspieler
- Reese, Melissa (* 1990), US-amerikanische MusikerinMelissa Reese (* 1990)

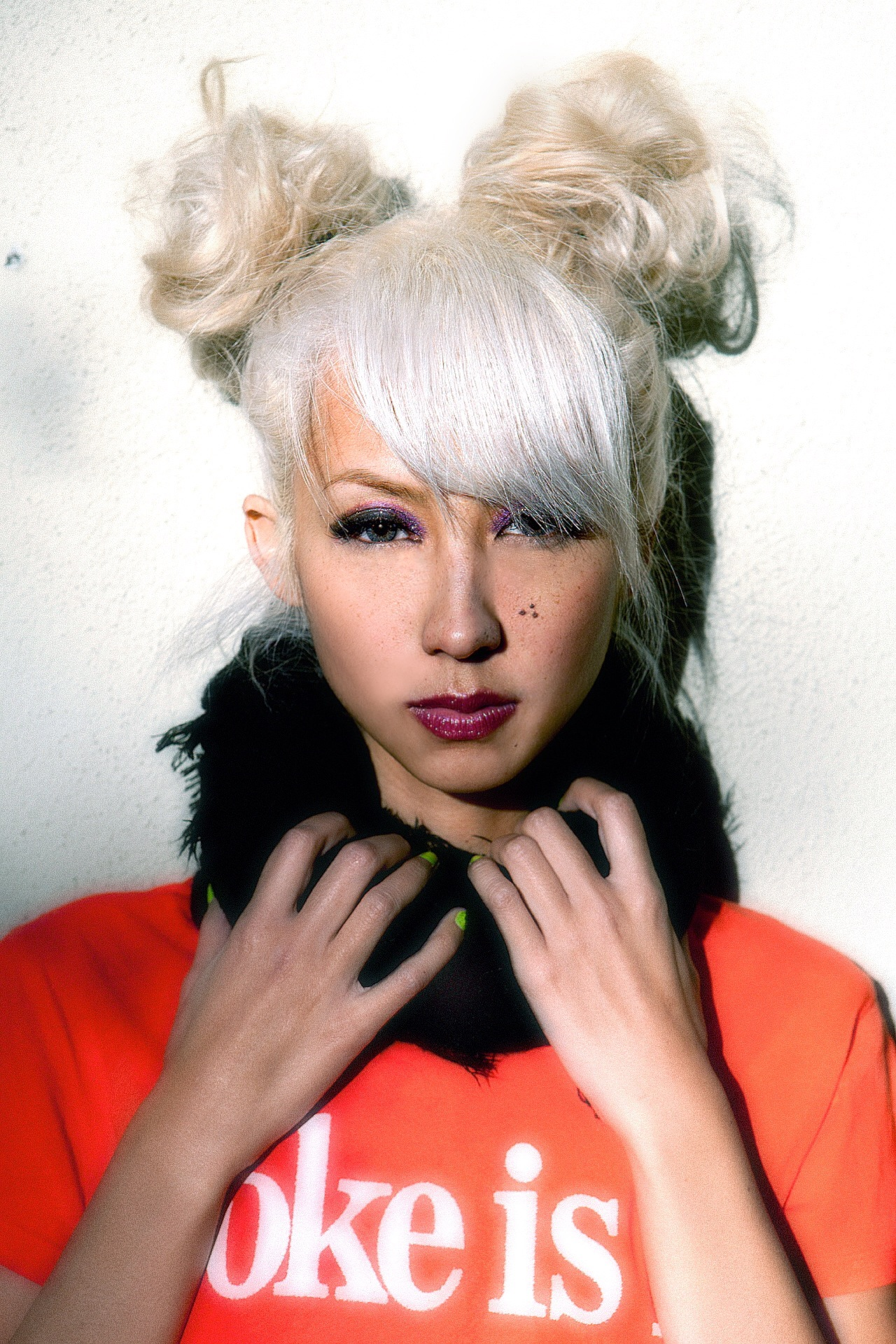
Melissa Reese (* 1990)

- Reese, Nele (* 2000), deutsche Handballspielerin
- Reese, Oliver (* 1964), deutscher Dramaturg und Intendant
- Reese, Pee Wee (1918–1999), US-amerikanischer Baseballspieler
- Reese, Rudi († 1976), deutscher Gastwirt, Wohlfahrtsläufer
- Reese, Ruth (1921–1990), US-amerikanische Sängerin, Schriftstellerin und Aktivistin
- Reese, Seaborn (1846–1907), US-amerikanischer Politiker
- Reese, Shayne (* 1982), australische Schwimmerin
- Reese, Sigrun (* 1970), deutsche Politikerin (FDP), MdL
- Reese, Stefanie (* 1965), deutsche Bauingenieurin und Hochschullehrerin
- Reese, Sven (* 1976), deutscher Schauspieler
- Reese, Uwe (1943–2023), deutscher Fußballspieler und Politiker (SPD)
- Reese, Vernon (1910–1995), US-amerikanischer Fußballspieler und -funktionär
- Reese, Willy Peter (* 1921), deutscher Angehöriger der Wehrmacht und Autor
- Reese-Schäfer, Walter (* 1951), deutscher Politikwissenschaftler
- Reese-Schnitker, Annegret (* 1969), deutsche römisch-katholische Theologin
- Reeser, Autumn (* 1980), US-amerikanische SchauspielerinAutumn Reeser (* 1980)

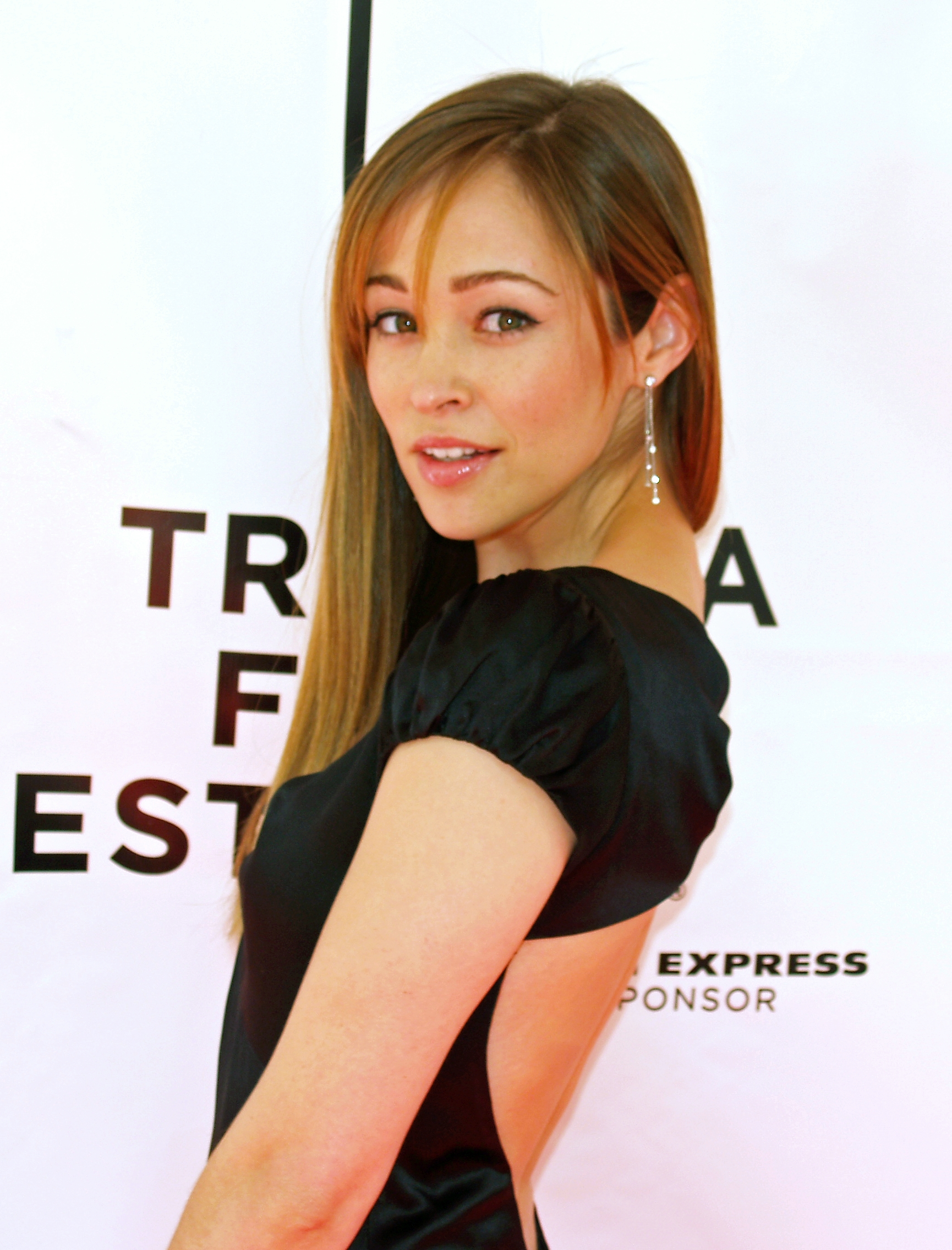
Autumn Reeser (* 1980)

- Reeser, Morgan (* 1962), US-amerikanischer Segler
- Reeside, John B. (1889–1958), US-amerikanischer Paläontologe und Geologe
- Reesinck, John (1881–1963), niederländischer römisch-katholischer Ordensgeistlicher und Apostolischer Vikar von Nilo Superiore
- Reesink, Diogo (1934–2019), niederländischer Ordensgeistlicher, römisch-katholischer Bischof von Teófilo Otoni
- Reesink, Florien (* 1998), niederländische Volleyballspielerin
- Reesor, Margaret E. (1924–2010), kanadische Klassische Philologin und Philosophiehistorikerin
- Reeß, Maximilian (1845–1901), deutscher Botaniker

### Reet
- Reete, Tangariki (* 1967), kiribatische Politikerin
- Reetz, Arne (* 1989), deutscher Fußballspieler
- Reetz, Bärbel (* 1942), deutsche Schriftstellerin
- Reetz, Benedikt (1897–1964), deutscher Ordensgeistlicher, Abt von Seckau, Erzabt von Beuron, Abtpräses der Beuroner Kongregation
- Reetz, Christa (1922–2009), deutsche Politikerin (Bündnis 90/Die Grünen), MdB
- Reetz, Franz (1884–1945), deutscher kommunistischer Widerstandskämpfer gegen den Nationalsozialismus
- Reetz, Gisela (* 1969), deutsche politische Beamtin
- Reetz, Helena (* 1995), deutsche Schauspielerin
- Reetz, Henning (* 1954), deutscher Phonetiker
- Reetz, Lothar (1931–2016), deutscher Erziehungswissenschaftler
- Reetz, Manfred T. (* 1943), deutscher Chemiker
- Reetz, Norbert (* 1938), deutscher Wirtschaftswissenschaftler und Hochschullehrer
- Reetz, Otto (1876–1956), deutscher Gewerkschafter und Politiker (SPD), MdL
- Reetz, Tobias Henry (1680–1765), deutscher Architekt französischer Herkunft
- Reetz, Uwe (* 1977), deutscher Musiker, Produzent und Songwriter
- Reetz, Wilhelm (1887–1946), deutscher Maler und Journalist
- Reetz, Willy (1892–1963), deutscher Maler
- Reetze, Jan (* 1956), deutscher Autor und Soziologe

### Reev
- Reeve de la Pole, John (1808–1874), britischer Adliger
- Reeve, Arthur Benjamin (1880–1936), US-amerikanischer Journalist und Schriftsteller
- Reeve, Aubrey (1911–1996), britischer Mittel- und Langstreckenläufer
- Reeve, Charles David Chanel (* 1948), irisch-US-amerikanischer Philosophiehistoriker
- Reeve, Christopher (1952–2004), US-amerikanischer Schauspieler, Filmregisseur, Filmproduzent und AutorChristopher Reeve (1952–2004)

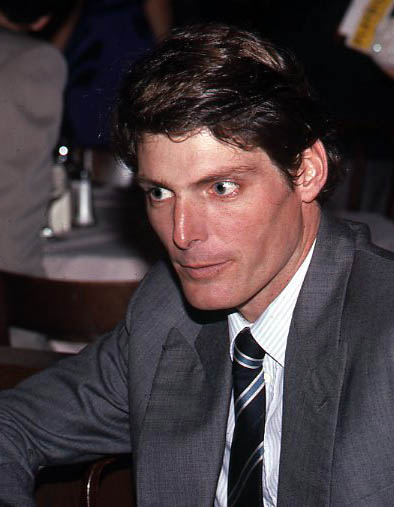
Christopher Reeve (1952–2004)

- Reeve, Clara (1729–1807), englische Schriftstellerin
- Reeve, Dana (1961–2006), US-amerikanische Schauspielerin und Sängerin
- Reeve, Henry (1850–1876), US-amerikanisch-kubanischer Freiheitskämpfer und Brigadegeneral
- Reeve, Henry Fenwick (1854–1920), britischer Kolonialbeamter und Schriftsteller
- Reeve, John (* 1937), US-amerikanischer Bobfahrer von den Amerikanischen Jungferninseln
- Reeve, Lovell Augustus (1814–1865), britischer Malakologe und Verleger
- Reeve, Mark (* 1978), Techno-DJ und -Produzent
- Reeve, Michael D. (* 1943), britischer Altphilologe
- Reeve, Philip (* 1966), britischer Schriftsteller
- Reeve, Simon (* 1972), britischer Autor und Fernsehmoderator
- Reeve, Sue (* 1951), britische Weitspringerin, Fünfkämpferin und Hürdenläuferin
- Reeve, Tapping (1744–1823), US-amerikanischer Jurist
- Reeve, Tommy (* 1980), deutscher PopsängerTommy Reeve (* 1980)

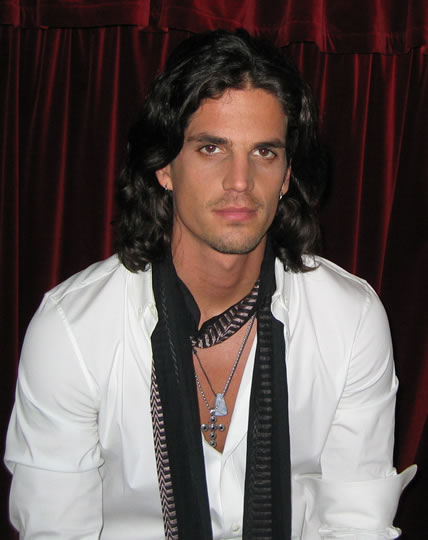
Tommy Reeve (* 1980)

- Reeves London, Juliet (* 1978), US-amerikanische Schauspielerin
- Reeves, Alan, britischer Filmkomponist, Musikproduzent und Orgelspieler
- Reeves, Albert L. junior (1906–1987), US-amerikanischer Politiker
- Reeves, Alec (1902–1971), englischer Ingenieur und Erfinder
- Reeves, Ambrose (1899–1980), britischer Theologe, Bischof in Südafrika
- Reeves, Andrew (* 1971), deutscher Künstler, Rapper DJ und Musik-Produzent
- Reeves, Bass (1838–1910), US-amerikanischer Polizist
- Reeves, Ben (* 1991), nordirischer Fußballspieler
- Reeves, Benjamin Harrison (1787–1849), US-amerikanischer Politiker
- Reeves, Bryant (* 1973), US-amerikanischer Basketballspieler
- Reeves, Christopher (* 1989), südafrikanischer Eishockeyspieler
- Reeves, Dan (1944–2022), US-amerikanischer American-Football-Trainer und -Spieler
- Reeves, Daniel (* 1948), US-amerikanischer Videokünstler und Kameramann
- Reeves, Dean (* 1995), marokkanischer Radrennfahrer
- Reeves, Del (1932–2007), US-amerikanischer Country-Sänger und Songwriter
- Reeves, Dianne (* 1956), US-amerikanische Jazzsängerin und Songautorin
- Reeves, Ellie (* 1980), britische Politikerin (Labour Party)
- Reeves, Gareth, neuseeländischer Schauspieler und Synchronsprecher
- Reeves, George (1914–1959), US-amerikanischer SchauspielerGeorge Reeves (1914–1959)

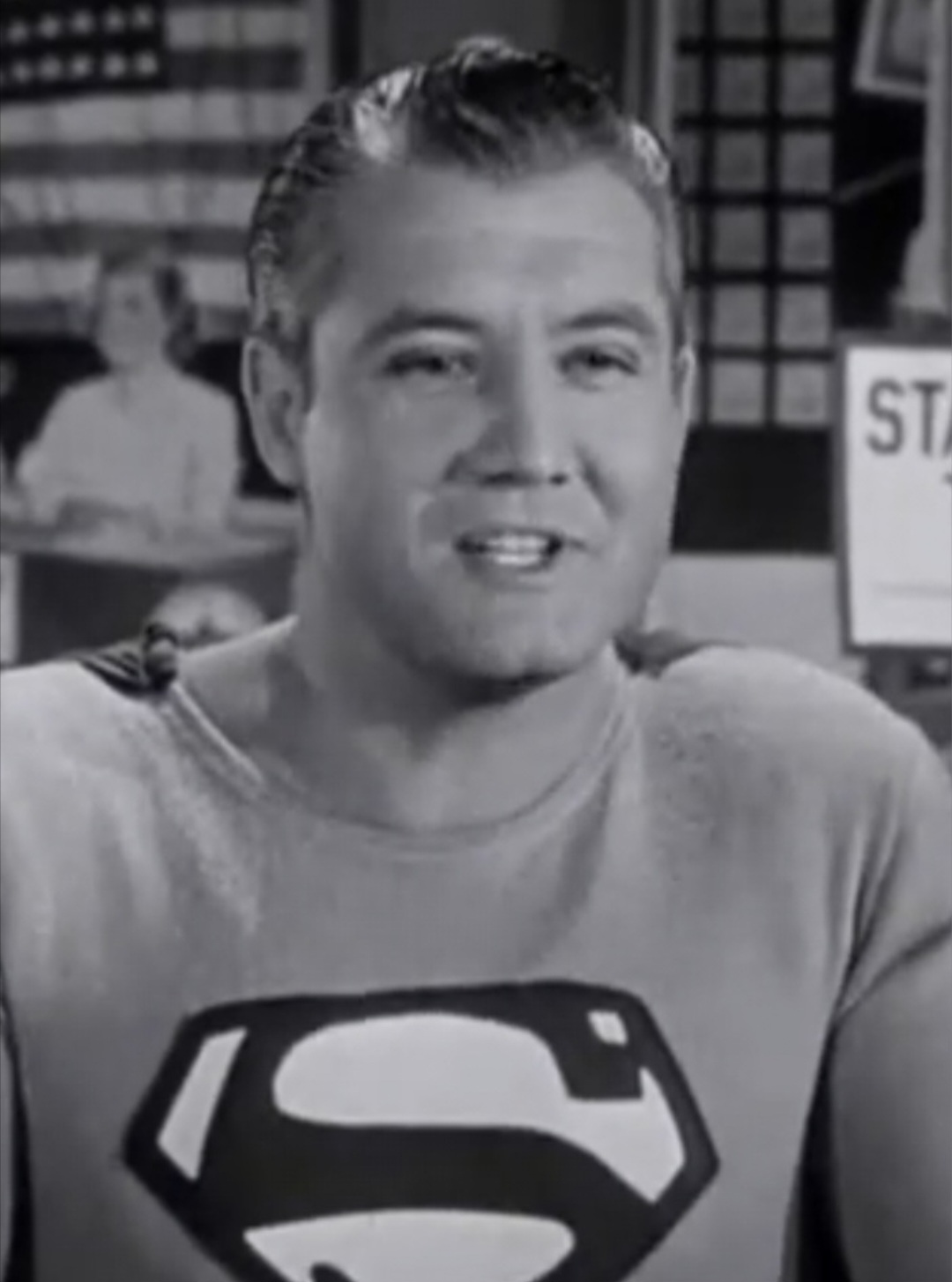
George Reeves (1914–1959)

- Reeves, George R. (1826–1882), US-amerikanischer Politiker und Offizier
- Reeves, Glenn (1932–1999), US-amerikanischer Rockabilly-Sänger
- Reeves, Goebel (1899–1959), US-amerikanischer Country- und Folksänger
- Reeves, Greg, amerikanischer Bassist
- Reeves, Gregory Scott (* 1966), US-amerikanischer Schauspieler und Country-Sänger
- Reeves, Helen (* 1980), britische Kanutin
- Reeves, Henry Augustus (1832–1916), US-amerikanischer Jurist, Politiker und Zeitungsherausgeber
- Reeves, Hubert (1932–2023), kanadisch-französischer Astrophysiker, populärwissenschaftlicher Autor und Hochschullehrer
- Reeves, Jabez (* 2002), liberianisch-US-amerikanischer Sprinter
- Reeves, Jazmine (* 1992), US-amerikanische Fußballspielerin
- Reeves, Jesse Siddall (1872–1942), US-amerikanischer Rechts- und Politikwissenschaftler
- Reeves, Jim (1923–1964), US-amerikanischer Countrysänger
- Reeves, Jim (1968–2016), deutscher Sänger
- Reeves, Josephine (* 2001), neuseeländische Hochspringerin
- Reeves, Keanu (* 1964), kanadischer Schauspieler, Musiker (Bassist), Regisseur, Buchautor und FilmproduzentKeanu Reeves (* 1964)

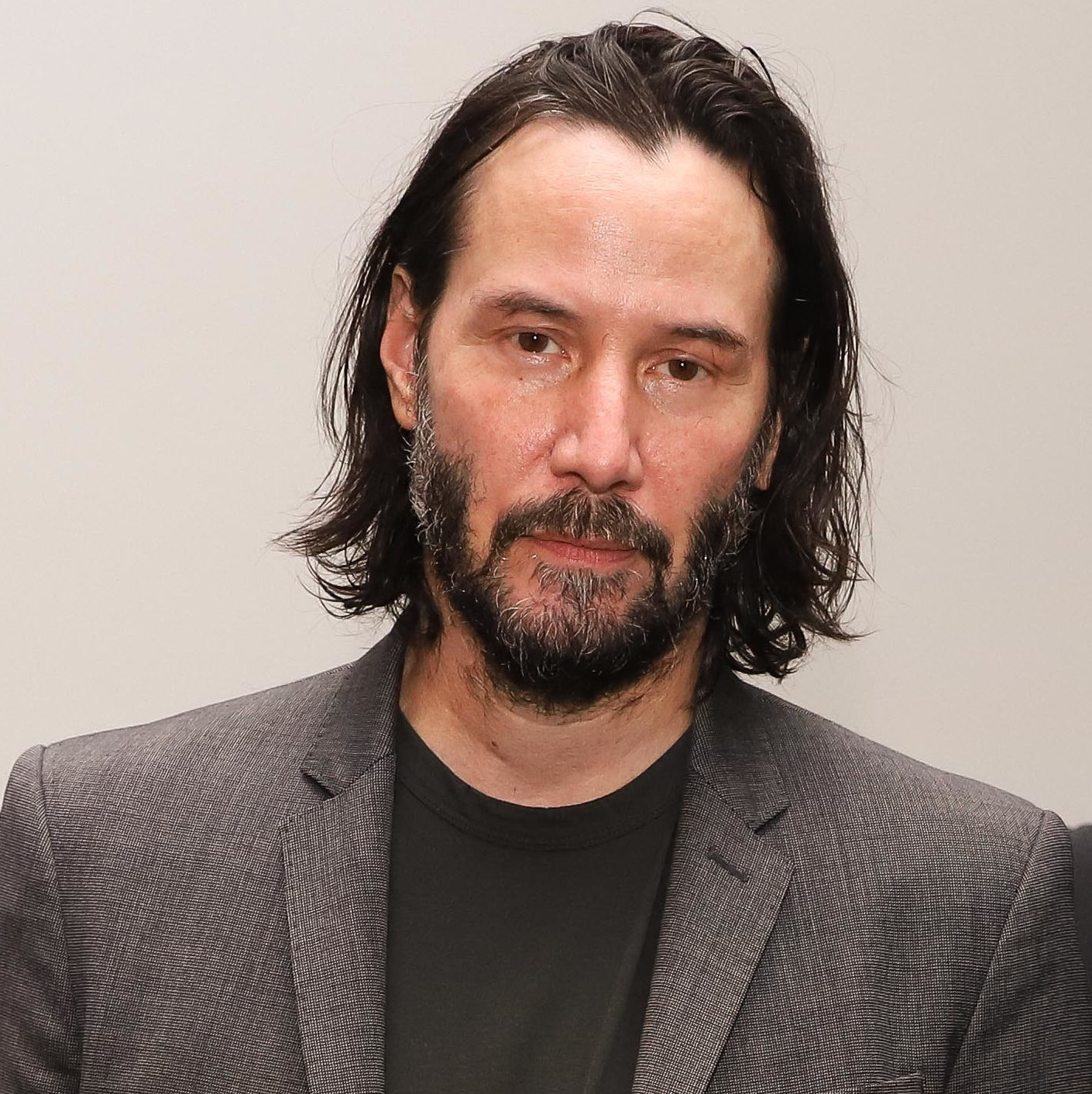
Keanu Reeves (* 1964)

- Reeves, Kenzie (* 1997), US-amerikanische Pornodarstellerin
- Reeves, Kona (* 1991), amerikanischer Wrestler
- Reeves, Lewis (* 1988), britischer Schauspieler
- Reeves, Magdalene Stuart (1865–1953), neuseeländische Suffragette, Sozialreformerin und Autorin
- Reeves, Martha (* 1941), US-amerikanische Soulsängerin
- Reeves, Martin (* 1981), englischer Fußballspieler
- Reeves, Matt (* 1966), US-amerikanischer Drehbuchautor, Regisseur, Produzent
- Reeves, Michael (1943–1969), englischer Filmregisseur und Drehbuchautor
- Reeves, Nat (* 1955), US-amerikanischer Jazzmusiker
- Reeves, Nicholas (* 1956), englischer Ägyptologe
- Reeves, Nigel (1939–2018), britischer Germanist
- Reeves, Paul (1932–2011), neuseeländischer anglikanischer Geistlicher, Generalgouverneur
- Reeves, Paul (* 1974), deutsch-britischer Opernsänger (Bass)Paul Reeves (* 1974)

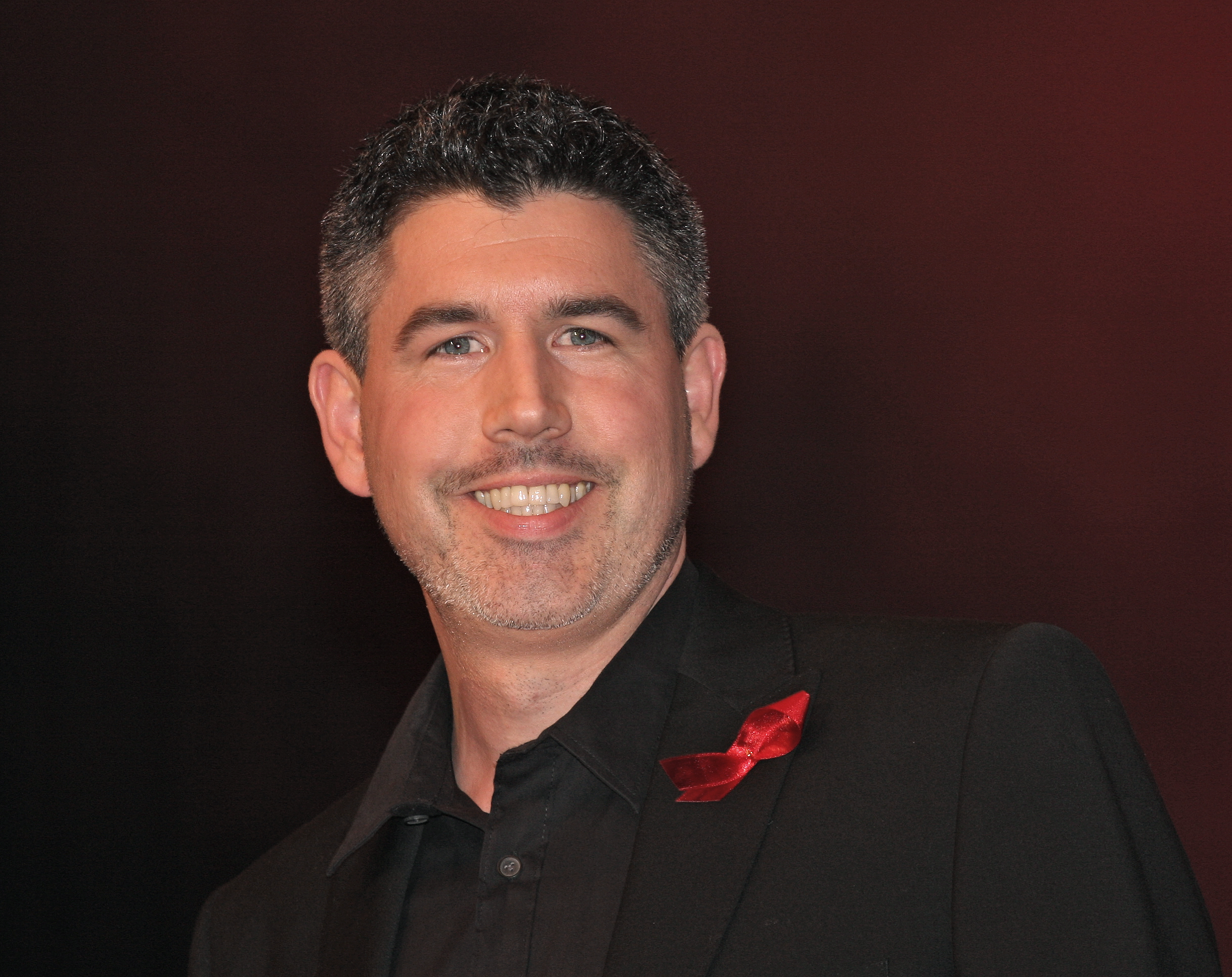
Paul Reeves (* 1974)

- Reeves, Perrey (* 1970), US-amerikanische Schauspielerin
- Reeves, Rachel (* 1979), britische Politikerin und Wirtschaftswissenschaftlerin
- Reeves, Richard (* 1969), anglo-amerikanischer Wissenschaftler und Autor
- Reeves, River († 2016), britischer Rockmusiker
- Reeves, Rosser (1910–1984), US-amerikanischer Marketing-Theoretiker
- Reeves, Ruben (1905–1975), US-amerikanischer Jazz-Trompeter des Chicago-Jazz
- Reeves, Samantha (* 1979), US-amerikanische Tennisspielerin
- Reeves, Saskia (* 1961), britische Schauspielerin
- Reeves, Shary (* 1969), deutsche Schauspielerin und Moderatorin
- Reeves, Sims (1821–1900), englischer Opernsänger (Tenor)
- Reeves, Steve (1926–2000), US-amerikanischer Filmschauspieler und Bodybuilder
- Reeves, Tate (* 1974), amerikanischer Politiker (Republikanische Partei)
- Reeves, Teri (* 1981), US-amerikanische Schauspielerin
- Reeves, Tim (* 1972), britischer Motorradrennfahrer
- Reeves, Vic (* 1959), englischer Sänger und Comedian
- Reeves, Walter (1848–1909), US-amerikanischer Politiker
- Reeves, William (1825–1891), neuseeländischer Journalist und Politiker
- Reeves, William (* 1951), kanadischer Filmtechniker
- Reeves, William Pember (1857–1932), neuseeländischer Staatsmann, Historiker und Dichter
- Reeves-Maybin, Jalen (* 1995), US-amerikanischer American-Football-Spieler

### Reez
- Reez, Ernst (1901–1988), deutscher Politiker (SPD), MdL (Nordrhein-Westfalen)
- Reeze (* 1993), deutscher Webvideoproduzent, Streamer und Podcaster
- Reezman Bin Isa Isa (* 1983), malaysischer Eishockeyspieler

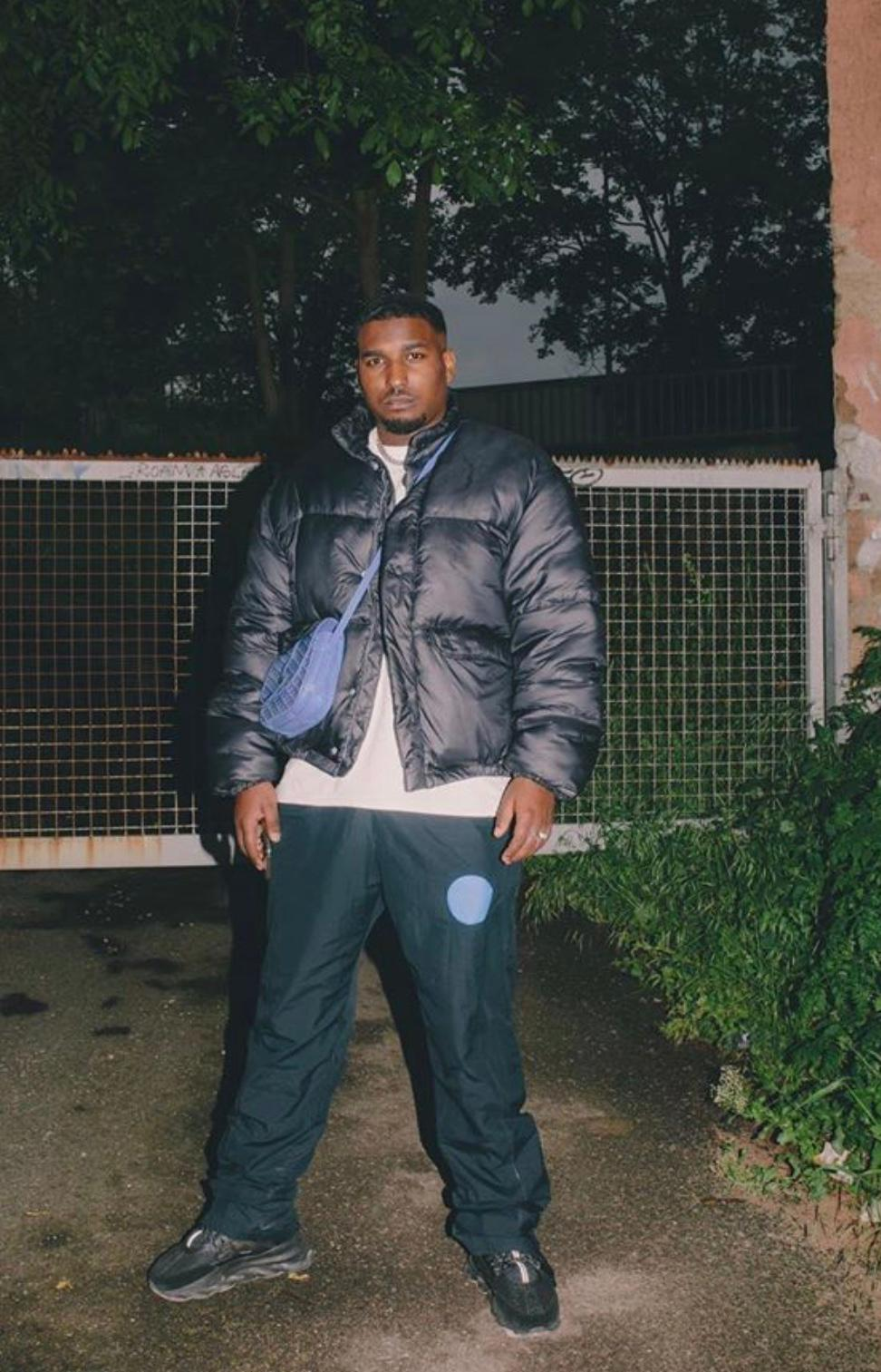
Reezy (* 1995)

- Reezy (* 1995), deutscher RapperReezy (* 1995)